# Compensation (échecs)
Pour les articles homonymes, voir Compensation.
Aux échecs, la compensation correspond à l'avantage positionnel qu'un joueur obtient en sacrifiant du matériel. Les avantages à court terme obtenus sont l'initiative et l'attaque.

## Formes
La compensation peut se caractériser par :
- une meilleure structure de pions ;
- la « paire de fous » qui désigne le fait d'avoir les fous des deux couleurs alors que l'adversaire n'en a qu'un ou pas. Presque tous les joueurs modernes considèrent le fait d'avoir les deux fous comme un avantage même si, historiquement, il y a eu un grand débat sur le degré d'avantage qu'ils constituent. Les deux fous sont plus susceptibles de montrer leur puissance en fin de partie ;
- une meilleure activité des pièces et/ou un meilleur développement (courant dans les gambits) ;
- le fait d'avoir le roi ennemi exposé à de futures attaques, soit en raison d'une perte de couverture de pion, soit en étant piégé au centre du plateau, est souvent une excellente compensation ;
- l'obtention de pions passés souvent décisifs en fin de partie. Les pions passés connectés et/ou protégés sont encore plus dangereux ;
- le contrôle de cases-clés, de diagonales, de colonnes ou de rangées.

## Exemples

### Polugaevsky contre Evans
|   | a | b | c | d | e | f | g | h |   |
| 8 | Roi noir sur case blanche g8 · Pion noir sur case blanche b7 · Tour blanche sur case blanche d7 · Pion noir sur case noire g7 · Pion noir sur case blanche a6 · Pion noir sur case blanche c6 · Pion blanc sur case noire a5 · Pion noir sur case blanche f5 · Tour noire sur case noire b4 · Pion blanc sur case noire e3 · Roi blanc sur case noire f2 · Pion blanc sur case blanche g2 · Pion blanc sur case noire h2 | Roi noir sur case blanche g8 · Pion noir sur case blanche b7 · Tour blanche sur case blanche d7 · Pion noir sur case noire g7 · Pion noir sur case blanche a6 · Pion noir sur case blanche c6 · Pion blanc sur case noire a5 · Pion noir sur case blanche f5 · Tour noire sur case noire b4 · Pion blanc sur case noire e3 · Roi blanc sur case noire f2 · Pion blanc sur case blanche g2 · Pion blanc sur case noire h2 | Roi noir sur case blanche g8 · Pion noir sur case blanche b7 · Tour blanche sur case blanche d7 · Pion noir sur case noire g7 · Pion noir sur case blanche a6 · Pion noir sur case blanche c6 · Pion blanc sur case noire a5 · Pion noir sur case blanche f5 · Tour noire sur case noire b4 · Pion blanc sur case noire e3 · Roi blanc sur case noire f2 · Pion blanc sur case blanche g2 · Pion blanc sur case noire h2 | Roi noir sur case blanche g8 · Pion noir sur case blanche b7 · Tour blanche sur case blanche d7 · Pion noir sur case noire g7 · Pion noir sur case blanche a6 · Pion noir sur case blanche c6 · Pion blanc sur case noire a5 · Pion noir sur case blanche f5 · Tour noire sur case noire b4 · Pion blanc sur case noire e3 · Roi blanc sur case noire f2 · Pion blanc sur case blanche g2 · Pion blanc sur case noire h2 | Roi noir sur case blanche g8 · Pion noir sur case blanche b7 · Tour blanche sur case blanche d7 · Pion noir sur case noire g7 · Pion noir sur case blanche a6 · Pion noir sur case blanche c6 · Pion blanc sur case noire a5 · Pion noir sur case blanche f5 · Tour noire sur case noire b4 · Pion blanc sur case noire e3 · Roi blanc sur case noire f2 · Pion blanc sur case blanche g2 · Pion blanc sur case noire h2 | Roi noir sur case blanche g8 · Pion noir sur case blanche b7 · Tour blanche sur case blanche d7 · Pion noir sur case noire g7 · Pion noir sur case blanche a6 · Pion noir sur case blanche c6 · Pion blanc sur case noire a5 · Pion noir sur case blanche f5 · Tour noire sur case noire b4 · Pion blanc sur case noire e3 · Roi blanc sur case noire f2 · Pion blanc sur case blanche g2 · Pion blanc sur case noire h2 | Roi noir sur case blanche g8 · Pion noir sur case blanche b7 · Tour blanche sur case blanche d7 · Pion noir sur case noire g7 · Pion noir sur case blanche a6 · Pion noir sur case blanche c6 · Pion blanc sur case noire a5 · Pion noir sur case blanche f5 · Tour noire sur case noire b4 · Pion blanc sur case noire e3 · Roi blanc sur case noire f2 · Pion blanc sur case blanche g2 · Pion blanc sur case noire h2 | Roi noir sur case blanche g8 · Pion noir sur case blanche b7 · Tour blanche sur case blanche d7 · Pion noir sur case noire g7 · Pion noir sur case blanche a6 · Pion noir sur case blanche c6 · Pion blanc sur case noire a5 · Pion noir sur case blanche f5 · Tour noire sur case noire b4 · Pion blanc sur case noire e3 · Roi blanc sur case noire f2 · Pion blanc sur case blanche g2 · Pion blanc sur case noire h2 | 8 |
| 7 | Roi noir sur case blanche g8 · Pion noir sur case blanche b7 · Tour blanche sur case blanche d7 · Pion noir sur case noire g7 · Pion noir sur case blanche a6 · Pion noir sur case blanche c6 · Pion blanc sur case noire a5 · Pion noir sur case blanche f5 · Tour noire sur case noire b4 · Pion blanc sur case noire e3 · Roi blanc sur case noire f2 · Pion blanc sur case blanche g2 · Pion blanc sur case noire h2 | Roi noir sur case blanche g8 · Pion noir sur case blanche b7 · Tour blanche sur case blanche d7 · Pion noir sur case noire g7 · Pion noir sur case blanche a6 · Pion noir sur case blanche c6 · Pion blanc sur case noire a5 · Pion noir sur case blanche f5 · Tour noire sur case noire b4 · Pion blanc sur case noire e3 · Roi blanc sur case noire f2 · Pion blanc sur case blanche g2 · Pion blanc sur case noire h2 | Roi noir sur case blanche g8 · Pion noir sur case blanche b7 · Tour blanche sur case blanche d7 · Pion noir sur case noire g7 · Pion noir sur case blanche a6 · Pion noir sur case blanche c6 · Pion blanc sur case noire a5 · Pion noir sur case blanche f5 · Tour noire sur case noire b4 · Pion blanc sur case noire e3 · Roi blanc sur case noire f2 · Pion blanc sur case blanche g2 · Pion blanc sur case noire h2 | Roi noir sur case blanche g8 · Pion noir sur case blanche b7 · Tour blanche sur case blanche d7 · Pion noir sur case noire g7 · Pion noir sur case blanche a6 · Pion noir sur case blanche c6 · Pion blanc sur case noire a5 · Pion noir sur case blanche f5 · Tour noire sur case noire b4 · Pion blanc sur case noire e3 · Roi blanc sur case noire f2 · Pion blanc sur case blanche g2 · Pion blanc sur case noire h2 | Roi noir sur case blanche g8 · Pion noir sur case blanche b7 · Tour blanche sur case blanche d7 · Pion noir sur case noire g7 · Pion noir sur case blanche a6 · Pion noir sur case blanche c6 · Pion blanc sur case noire a5 · Pion noir sur case blanche f5 · Tour noire sur case noire b4 · Pion blanc sur case noire e3 · Roi blanc sur case noire f2 · Pion blanc sur case blanche g2 · Pion blanc sur case noire h2 | Roi noir sur case blanche g8 · Pion noir sur case blanche b7 · Tour blanche sur case blanche d7 · Pion noir sur case noire g7 · Pion noir sur case blanche a6 · Pion noir sur case blanche c6 · Pion blanc sur case noire a5 · Pion noir sur case blanche f5 · Tour noire sur case noire b4 · Pion blanc sur case noire e3 · Roi blanc sur case noire f2 · Pion blanc sur case blanche g2 · Pion blanc sur case noire h2 | Roi noir sur case blanche g8 · Pion noir sur case blanche b7 · Tour blanche sur case blanche d7 · Pion noir sur case noire g7 · Pion noir sur case blanche a6 · Pion noir sur case blanche c6 · Pion blanc sur case noire a5 · Pion noir sur case blanche f5 · Tour noire sur case noire b4 · Pion blanc sur case noire e3 · Roi blanc sur case noire f2 · Pion blanc sur case blanche g2 · Pion blanc sur case noire h2 | Roi noir sur case blanche g8 · Pion noir sur case blanche b7 · Tour blanche sur case blanche d7 · Pion noir sur case noire g7 · Pion noir sur case blanche a6 · Pion noir sur case blanche c6 · Pion blanc sur case noire a5 · Pion noir sur case blanche f5 · Tour noire sur case noire b4 · Pion blanc sur case noire e3 · Roi blanc sur case noire f2 · Pion blanc sur case blanche g2 · Pion blanc sur case noire h2 | 7 |
| 6 | Roi noir sur case blanche g8 · Pion noir sur case blanche b7 · Tour blanche sur case blanche d7 · Pion noir sur case noire g7 · Pion noir sur case blanche a6 · Pion noir sur case blanche c6 · Pion blanc sur case noire a5 · Pion noir sur case blanche f5 · Tour noire sur case noire b4 · Pion blanc sur case noire e3 · Roi blanc sur case noire f2 · Pion blanc sur case blanche g2 · Pion blanc sur case noire h2 | Roi noir sur case blanche g8 · Pion noir sur case blanche b7 · Tour blanche sur case blanche d7 · Pion noir sur case noire g7 · Pion noir sur case blanche a6 · Pion noir sur case blanche c6 · Pion blanc sur case noire a5 · Pion noir sur case blanche f5 · Tour noire sur case noire b4 · Pion blanc sur case noire e3 · Roi blanc sur case noire f2 · Pion blanc sur case blanche g2 · Pion blanc sur case noire h2 | Roi noir sur case blanche g8 · Pion noir sur case blanche b7 · Tour blanche sur case blanche d7 · Pion noir sur case noire g7 · Pion noir sur case blanche a6 · Pion noir sur case blanche c6 · Pion blanc sur case noire a5 · Pion noir sur case blanche f5 · Tour noire sur case noire b4 · Pion blanc sur case noire e3 · Roi blanc sur case noire f2 · Pion blanc sur case blanche g2 · Pion blanc sur case noire h2 | Roi noir sur case blanche g8 · Pion noir sur case blanche b7 · Tour blanche sur case blanche d7 · Pion noir sur case noire g7 · Pion noir sur case blanche a6 · Pion noir sur case blanche c6 · Pion blanc sur case noire a5 · Pion noir sur case blanche f5 · Tour noire sur case noire b4 · Pion blanc sur case noire e3 · Roi blanc sur case noire f2 · Pion blanc sur case blanche g2 · Pion blanc sur case noire h2 | Roi noir sur case blanche g8 · Pion noir sur case blanche b7 · Tour blanche sur case blanche d7 · Pion noir sur case noire g7 · Pion noir sur case blanche a6 · Pion noir sur case blanche c6 · Pion blanc sur case noire a5 · Pion noir sur case blanche f5 · Tour noire sur case noire b4 · Pion blanc sur case noire e3 · Roi blanc sur case noire f2 · Pion blanc sur case blanche g2 · Pion blanc sur case noire h2 | Roi noir sur case blanche g8 · Pion noir sur case blanche b7 · Tour blanche sur case blanche d7 · Pion noir sur case noire g7 · Pion noir sur case blanche a6 · Pion noir sur case blanche c6 · Pion blanc sur case noire a5 · Pion noir sur case blanche f5 · Tour noire sur case noire b4 · Pion blanc sur case noire e3 · Roi blanc sur case noire f2 · Pion blanc sur case blanche g2 · Pion blanc sur case noire h2 | Roi noir sur case blanche g8 · Pion noir sur case blanche b7 · Tour blanche sur case blanche d7 · Pion noir sur case noire g7 · Pion noir sur case blanche a6 · Pion noir sur case blanche c6 · Pion blanc sur case noire a5 · Pion noir sur case blanche f5 · Tour noire sur case noire b4 · Pion blanc sur case noire e3 · Roi blanc sur case noire f2 · Pion blanc sur case blanche g2 · Pion blanc sur case noire h2 | Roi noir sur case blanche g8 · Pion noir sur case blanche b7 · Tour blanche sur case blanche d7 · Pion noir sur case noire g7 · Pion noir sur case blanche a6 · Pion noir sur case blanche c6 · Pion blanc sur case noire a5 · Pion noir sur case blanche f5 · Tour noire sur case noire b4 · Pion blanc sur case noire e3 · Roi blanc sur case noire f2 · Pion blanc sur case blanche g2 · Pion blanc sur case noire h2 | 6 |
| 5 | Roi noir sur case blanche g8 · Pion noir sur case blanche b7 · Tour blanche sur case blanche d7 · Pion noir sur case noire g7 · Pion noir sur case blanche a6 · Pion noir sur case blanche c6 · Pion blanc sur case noire a5 · Pion noir sur case blanche f5 · Tour noire sur case noire b4 · Pion blanc sur case noire e3 · Roi blanc sur case noire f2 · Pion blanc sur case blanche g2 · Pion blanc sur case noire h2 | Roi noir sur case blanche g8 · Pion noir sur case blanche b7 · Tour blanche sur case blanche d7 · Pion noir sur case noire g7 · Pion noir sur case blanche a6 · Pion noir sur case blanche c6 · Pion blanc sur case noire a5 · Pion noir sur case blanche f5 · Tour noire sur case noire b4 · Pion blanc sur case noire e3 · Roi blanc sur case noire f2 · Pion blanc sur case blanche g2 · Pion blanc sur case noire h2 | Roi noir sur case blanche g8 · Pion noir sur case blanche b7 · Tour blanche sur case blanche d7 · Pion noir sur case noire g7 · Pion noir sur case blanche a6 · Pion noir sur case blanche c6 · Pion blanc sur case noire a5 · Pion noir sur case blanche f5 · Tour noire sur case noire b4 · Pion blanc sur case noire e3 · Roi blanc sur case noire f2 · Pion blanc sur case blanche g2 · Pion blanc sur case noire h2 | Roi noir sur case blanche g8 · Pion noir sur case blanche b7 · Tour blanche sur case blanche d7 · Pion noir sur case noire g7 · Pion noir sur case blanche a6 · Pion noir sur case blanche c6 · Pion blanc sur case noire a5 · Pion noir sur case blanche f5 · Tour noire sur case noire b4 · Pion blanc sur case noire e3 · Roi blanc sur case noire f2 · Pion blanc sur case blanche g2 · Pion blanc sur case noire h2 | Roi noir sur case blanche g8 · Pion noir sur case blanche b7 · Tour blanche sur case blanche d7 · Pion noir sur case noire g7 · Pion noir sur case blanche a6 · Pion noir sur case blanche c6 · Pion blanc sur case noire a5 · Pion noir sur case blanche f5 · Tour noire sur case noire b4 · Pion blanc sur case noire e3 · Roi blanc sur case noire f2 · Pion blanc sur case blanche g2 · Pion blanc sur case noire h2 | Roi noir sur case blanche g8 · Pion noir sur case blanche b7 · Tour blanche sur case blanche d7 · Pion noir sur case noire g7 · Pion noir sur case blanche a6 · Pion noir sur case blanche c6 · Pion blanc sur case noire a5 · Pion noir sur case blanche f5 · Tour noire sur case noire b4 · Pion blanc sur case noire e3 · Roi blanc sur case noire f2 · Pion blanc sur case blanche g2 · Pion blanc sur case noire h2 | Roi noir sur case blanche g8 · Pion noir sur case blanche b7 · Tour blanche sur case blanche d7 · Pion noir sur case noire g7 · Pion noir sur case blanche a6 · Pion noir sur case blanche c6 · Pion blanc sur case noire a5 · Pion noir sur case blanche f5 · Tour noire sur case noire b4 · Pion blanc sur case noire e3 · Roi blanc sur case noire f2 · Pion blanc sur case blanche g2 · Pion blanc sur case noire h2 | Roi noir sur case blanche g8 · Pion noir sur case blanche b7 · Tour blanche sur case blanche d7 · Pion noir sur case noire g7 · Pion noir sur case blanche a6 · Pion noir sur case blanche c6 · Pion blanc sur case noire a5 · Pion noir sur case blanche f5 · Tour noire sur case noire b4 · Pion blanc sur case noire e3 · Roi blanc sur case noire f2 · Pion blanc sur case blanche g2 · Pion blanc sur case noire h2 | 5 |
| 4 | Roi noir sur case blanche g8 · Pion noir sur case blanche b7 · Tour blanche sur case blanche d7 · Pion noir sur case noire g7 · Pion noir sur case blanche a6 · Pion noir sur case blanche c6 · Pion blanc sur case noire a5 · Pion noir sur case blanche f5 · Tour noire sur case noire b4 · Pion blanc sur case noire e3 · Roi blanc sur case noire f2 · Pion blanc sur case blanche g2 · Pion blanc sur case noire h2 | Roi noir sur case blanche g8 · Pion noir sur case blanche b7 · Tour blanche sur case blanche d7 · Pion noir sur case noire g7 · Pion noir sur case blanche a6 · Pion noir sur case blanche c6 · Pion blanc sur case noire a5 · Pion noir sur case blanche f5 · Tour noire sur case noire b4 · Pion blanc sur case noire e3 · Roi blanc sur case noire f2 · Pion blanc sur case blanche g2 · Pion blanc sur case noire h2 | Roi noir sur case blanche g8 · Pion noir sur case blanche b7 · Tour blanche sur case blanche d7 · Pion noir sur case noire g7 · Pion noir sur case blanche a6 · Pion noir sur case blanche c6 · Pion blanc sur case noire a5 · Pion noir sur case blanche f5 · Tour noire sur case noire b4 · Pion blanc sur case noire e3 · Roi blanc sur case noire f2 · Pion blanc sur case blanche g2 · Pion blanc sur case noire h2 | Roi noir sur case blanche g8 · Pion noir sur case blanche b7 · Tour blanche sur case blanche d7 · Pion noir sur case noire g7 · Pion noir sur case blanche a6 · Pion noir sur case blanche c6 · Pion blanc sur case noire a5 · Pion noir sur case blanche f5 · Tour noire sur case noire b4 · Pion blanc sur case noire e3 · Roi blanc sur case noire f2 · Pion blanc sur case blanche g2 · Pion blanc sur case noire h2 | Roi noir sur case blanche g8 · Pion noir sur case blanche b7 · Tour blanche sur case blanche d7 · Pion noir sur case noire g7 · Pion noir sur case blanche a6 · Pion noir sur case blanche c6 · Pion blanc sur case noire a5 · Pion noir sur case blanche f5 · Tour noire sur case noire b4 · Pion blanc sur case noire e3 · Roi blanc sur case noire f2 · Pion blanc sur case blanche g2 · Pion blanc sur case noire h2 | Roi noir sur case blanche g8 · Pion noir sur case blanche b7 · Tour blanche sur case blanche d7 · Pion noir sur case noire g7 · Pion noir sur case blanche a6 · Pion noir sur case blanche c6 · Pion blanc sur case noire a5 · Pion noir sur case blanche f5 · Tour noire sur case noire b4 · Pion blanc sur case noire e3 · Roi blanc sur case noire f2 · Pion blanc sur case blanche g2 · Pion blanc sur case noire h2 | Roi noir sur case blanche g8 · Pion noir sur case blanche b7 · Tour blanche sur case blanche d7 · Pion noir sur case noire g7 · Pion noir sur case blanche a6 · Pion noir sur case blanche c6 · Pion blanc sur case noire a5 · Pion noir sur case blanche f5 · Tour noire sur case noire b4 · Pion blanc sur case noire e3 · Roi blanc sur case noire f2 · Pion blanc sur case blanche g2 · Pion blanc sur case noire h2 | Roi noir sur case blanche g8 · Pion noir sur case blanche b7 · Tour blanche sur case blanche d7 · Pion noir sur case noire g7 · Pion noir sur case blanche a6 · Pion noir sur case blanche c6 · Pion blanc sur case noire a5 · Pion noir sur case blanche f5 · Tour noire sur case noire b4 · Pion blanc sur case noire e3 · Roi blanc sur case noire f2 · Pion blanc sur case blanche g2 · Pion blanc sur case noire h2 | 4 |
| 3 | Roi noir sur case blanche g8 · Pion noir sur case blanche b7 · Tour blanche sur case blanche d7 · Pion noir sur case noire g7 · Pion noir sur case blanche a6 · Pion noir sur case blanche c6 · Pion blanc sur case noire a5 · Pion noir sur case blanche f5 · Tour noire sur case noire b4 · Pion blanc sur case noire e3 · Roi blanc sur case noire f2 · Pion blanc sur case blanche g2 · Pion blanc sur case noire h2 | Roi noir sur case blanche g8 · Pion noir sur case blanche b7 · Tour blanche sur case blanche d7 · Pion noir sur case noire g7 · Pion noir sur case blanche a6 · Pion noir sur case blanche c6 · Pion blanc sur case noire a5 · Pion noir sur case blanche f5 · Tour noire sur case noire b4 · Pion blanc sur case noire e3 · Roi blanc sur case noire f2 · Pion blanc sur case blanche g2 · Pion blanc sur case noire h2 | Roi noir sur case blanche g8 · Pion noir sur case blanche b7 · Tour blanche sur case blanche d7 · Pion noir sur case noire g7 · Pion noir sur case blanche a6 · Pion noir sur case blanche c6 · Pion blanc sur case noire a5 · Pion noir sur case blanche f5 · Tour noire sur case noire b4 · Pion blanc sur case noire e3 · Roi blanc sur case noire f2 · Pion blanc sur case blanche g2 · Pion blanc sur case noire h2 | Roi noir sur case blanche g8 · Pion noir sur case blanche b7 · Tour blanche sur case blanche d7 · Pion noir sur case noire g7 · Pion noir sur case blanche a6 · Pion noir sur case blanche c6 · Pion blanc sur case noire a5 · Pion noir sur case blanche f5 · Tour noire sur case noire b4 · Pion blanc sur case noire e3 · Roi blanc sur case noire f2 · Pion blanc sur case blanche g2 · Pion blanc sur case noire h2 | Roi noir sur case blanche g8 · Pion noir sur case blanche b7 · Tour blanche sur case blanche d7 · Pion noir sur case noire g7 · Pion noir sur case blanche a6 · Pion noir sur case blanche c6 · Pion blanc sur case noire a5 · Pion noir sur case blanche f5 · Tour noire sur case noire b4 · Pion blanc sur case noire e3 · Roi blanc sur case noire f2 · Pion blanc sur case blanche g2 · Pion blanc sur case noire h2 | Roi noir sur case blanche g8 · Pion noir sur case blanche b7 · Tour blanche sur case blanche d7 · Pion noir sur case noire g7 · Pion noir sur case blanche a6 · Pion noir sur case blanche c6 · Pion blanc sur case noire a5 · Pion noir sur case blanche f5 · Tour noire sur case noire b4 · Pion blanc sur case noire e3 · Roi blanc sur case noire f2 · Pion blanc sur case blanche g2 · Pion blanc sur case noire h2 | Roi noir sur case blanche g8 · Pion noir sur case blanche b7 · Tour blanche sur case blanche d7 · Pion noir sur case noire g7 · Pion noir sur case blanche a6 · Pion noir sur case blanche c6 · Pion blanc sur case noire a5 · Pion noir sur case blanche f5 · Tour noire sur case noire b4 · Pion blanc sur case noire e3 · Roi blanc sur case noire f2 · Pion blanc sur case blanche g2 · Pion blanc sur case noire h2 | Roi noir sur case blanche g8 · Pion noir sur case blanche b7 · Tour blanche sur case blanche d7 · Pion noir sur case noire g7 · Pion noir sur case blanche a6 · Pion noir sur case blanche c6 · Pion blanc sur case noire a5 · Pion noir sur case blanche f5 · Tour noire sur case noire b4 · Pion blanc sur case noire e3 · Roi blanc sur case noire f2 · Pion blanc sur case blanche g2 · Pion blanc sur case noire h2 | 3 |
| 2 | Roi noir sur case blanche g8 · Pion noir sur case blanche b7 · Tour blanche sur case blanche d7 · Pion noir sur case noire g7 · Pion noir sur case blanche a6 · Pion noir sur case blanche c6 · Pion blanc sur case noire a5 · Pion noir sur case blanche f5 · Tour noire sur case noire b4 · Pion blanc sur case noire e3 · Roi blanc sur case noire f2 · Pion blanc sur case blanche g2 · Pion blanc sur case noire h2 | Roi noir sur case blanche g8 · Pion noir sur case blanche b7 · Tour blanche sur case blanche d7 · Pion noir sur case noire g7 · Pion noir sur case blanche a6 · Pion noir sur case blanche c6 · Pion blanc sur case noire a5 · Pion noir sur case blanche f5 · Tour noire sur case noire b4 · Pion blanc sur case noire e3 · Roi blanc sur case noire f2 · Pion blanc sur case blanche g2 · Pion blanc sur case noire h2 | Roi noir sur case blanche g8 · Pion noir sur case blanche b7 · Tour blanche sur case blanche d7 · Pion noir sur case noire g7 · Pion noir sur case blanche a6 · Pion noir sur case blanche c6 · Pion blanc sur case noire a5 · Pion noir sur case blanche f5 · Tour noire sur case noire b4 · Pion blanc sur case noire e3 · Roi blanc sur case noire f2 · Pion blanc sur case blanche g2 · Pion blanc sur case noire h2 | Roi noir sur case blanche g8 · Pion noir sur case blanche b7 · Tour blanche sur case blanche d7 · Pion noir sur case noire g7 · Pion noir sur case blanche a6 · Pion noir sur case blanche c6 · Pion blanc sur case noire a5 · Pion noir sur case blanche f5 · Tour noire sur case noire b4 · Pion blanc sur case noire e3 · Roi blanc sur case noire f2 · Pion blanc sur case blanche g2 · Pion blanc sur case noire h2 | Roi noir sur case blanche g8 · Pion noir sur case blanche b7 · Tour blanche sur case blanche d7 · Pion noir sur case noire g7 · Pion noir sur case blanche a6 · Pion noir sur case blanche c6 · Pion blanc sur case noire a5 · Pion noir sur case blanche f5 · Tour noire sur case noire b4 · Pion blanc sur case noire e3 · Roi blanc sur case noire f2 · Pion blanc sur case blanche g2 · Pion blanc sur case noire h2 | Roi noir sur case blanche g8 · Pion noir sur case blanche b7 · Tour blanche sur case blanche d7 · Pion noir sur case noire g7 · Pion noir sur case blanche a6 · Pion noir sur case blanche c6 · Pion blanc sur case noire a5 · Pion noir sur case blanche f5 · Tour noire sur case noire b4 · Pion blanc sur case noire e3 · Roi blanc sur case noire f2 · Pion blanc sur case blanche g2 · Pion blanc sur case noire h2 | Roi noir sur case blanche g8 · Pion noir sur case blanche b7 · Tour blanche sur case blanche d7 · Pion noir sur case noire g7 · Pion noir sur case blanche a6 · Pion noir sur case blanche c6 · Pion blanc sur case noire a5 · Pion noir sur case blanche f5 · Tour noire sur case noire b4 · Pion blanc sur case noire e3 · Roi blanc sur case noire f2 · Pion blanc sur case blanche g2 · Pion blanc sur case noire h2 | Roi noir sur case blanche g8 · Pion noir sur case blanche b7 · Tour blanche sur case blanche d7 · Pion noir sur case noire g7 · Pion noir sur case blanche a6 · Pion noir sur case blanche c6 · Pion blanc sur case noire a5 · Pion noir sur case blanche f5 · Tour noire sur case noire b4 · Pion blanc sur case noire e3 · Roi blanc sur case noire f2 · Pion blanc sur case blanche g2 · Pion blanc sur case noire h2 | 2 |
| 1 | Roi noir sur case blanche g8 · Pion noir sur case blanche b7 · Tour blanche sur case blanche d7 · Pion noir sur case noire g7 · Pion noir sur case blanche a6 · Pion noir sur case blanche c6 · Pion blanc sur case noire a5 · Pion noir sur case blanche f5 · Tour noire sur case noire b4 · Pion blanc sur case noire e3 · Roi blanc sur case noire f2 · Pion blanc sur case blanche g2 · Pion blanc sur case noire h2 | Roi noir sur case blanche g8 · Pion noir sur case blanche b7 · Tour blanche sur case blanche d7 · Pion noir sur case noire g7 · Pion noir sur case blanche a6 · Pion noir sur case blanche c6 · Pion blanc sur case noire a5 · Pion noir sur case blanche f5 · Tour noire sur case noire b4 · Pion blanc sur case noire e3 · Roi blanc sur case noire f2 · Pion blanc sur case blanche g2 · Pion blanc sur case noire h2 | Roi noir sur case blanche g8 · Pion noir sur case blanche b7 · Tour blanche sur case blanche d7 · Pion noir sur case noire g7 · Pion noir sur case blanche a6 · Pion noir sur case blanche c6 · Pion blanc sur case noire a5 · Pion noir sur case blanche f5 · Tour noire sur case noire b4 · Pion blanc sur case noire e3 · Roi blanc sur case noire f2 · Pion blanc sur case blanche g2 · Pion blanc sur case noire h2 | Roi noir sur case blanche g8 · Pion noir sur case blanche b7 · Tour blanche sur case blanche d7 · Pion noir sur case noire g7 · Pion noir sur case blanche a6 · Pion noir sur case blanche c6 · Pion blanc sur case noire a5 · Pion noir sur case blanche f5 · Tour noire sur case noire b4 · Pion blanc sur case noire e3 · Roi blanc sur case noire f2 · Pion blanc sur case blanche g2 · Pion blanc sur case noire h2 | Roi noir sur case blanche g8 · Pion noir sur case blanche b7 · Tour blanche sur case blanche d7 · Pion noir sur case noire g7 · Pion noir sur case blanche a6 · Pion noir sur case blanche c6 · Pion blanc sur case noire a5 · Pion noir sur case blanche f5 · Tour noire sur case noire b4 · Pion blanc sur case noire e3 · Roi blanc sur case noire f2 · Pion blanc sur case blanche g2 · Pion blanc sur case noire h2 | Roi noir sur case blanche g8 · Pion noir sur case blanche b7 · Tour blanche sur case blanche d7 · Pion noir sur case noire g7 · Pion noir sur case blanche a6 · Pion noir sur case blanche c6 · Pion blanc sur case noire a5 · Pion noir sur case blanche f5 · Tour noire sur case noire b4 · Pion blanc sur case noire e3 · Roi blanc sur case noire f2 · Pion blanc sur case blanche g2 · Pion blanc sur case noire h2 | Roi noir sur case blanche g8 · Pion noir sur case blanche b7 · Tour blanche sur case blanche d7 · Pion noir sur case noire g7 · Pion noir sur case blanche a6 · Pion noir sur case blanche c6 · Pion blanc sur case noire a5 · Pion noir sur case blanche f5 · Tour noire sur case noire b4 · Pion blanc sur case noire e3 · Roi blanc sur case noire f2 · Pion blanc sur case blanche g2 · Pion blanc sur case noire h2 | Roi noir sur case blanche g8 · Pion noir sur case blanche b7 · Tour blanche sur case blanche d7 · Pion noir sur case noire g7 · Pion noir sur case blanche a6 · Pion noir sur case blanche c6 · Pion blanc sur case noire a5 · Pion noir sur case blanche f5 · Tour noire sur case noire b4 · Pion blanc sur case noire e3 · Roi blanc sur case noire f2 · Pion blanc sur case blanche g2 · Pion blanc sur case noire h2 | 1 |
|   | a | b | c | d | e | f | g | h |   |

Une tour sur la septième rangée (la deuxième rangée de l'adversaire) est généralement très puissante car elle menace les pions non avancés de l'adversaire et restreint la liberté du roi ennemi. Une tour au septième rang est une compensation suffisante pour un pion. Dans cette position issue d'une partie entre Lev Polougaïevski et Larry Evans la tour au septième rang permet aux Blancs d'obtenir une partie nulle en dépit d'être mené d'un pion.

### Spassky contre Fischer
Une célèbre parte de 1960 entre les futurs champions du monde Boris Spassky et Bobby Fischer a débuté par un Gambit roi. Blanc sacrifie un pion lors de son deuxième coup :
1. e4 e5 2. f4 exf4 3. Cf3 g5 4. h4 g4 5. Ce5
obtenant la position indiquée (premier schéma). Fischer explore un cinquième coup alternatif pour les Noirs :
5 ... h5 6. Fc4 Th7 7. d4 d6 8. Cd3 f3 9. gxf3 Fe7 10. Fe3 Fxh4 + 11. Rd2 Fg5 12. f4 Fh6 13. Cc3
atteignant la position indiquée (deuxième diagramme) où Fischer explique que « les blancs ont une compensation plus que suffisante pour le pion. »

## La paire de fous
Avoir la paire de fous donne souvent une compensation à long terme pour le matériel sacrifié.

### Berthelot contre Flear
|   | a | b | c | d | e | f | g | h |   |
| 8 | Roi noir sur case noire f8 · Pion noir sur case noire a7 · Pion noir sur case blanche b7 · Pion noir sur case noire c7 · Pion noir sur case blanche f7 · Pion noir sur case noire g7 · Pion noir sur case blanche h7 · Fou noir sur case noire b6 · Fou noir sur case blanche g4 · Pion blanc sur case noire c3 · Pion blanc sur case blanche a2 · Pion blanc sur case noire b2 · Pion blanc sur case blanche g2 · Pion blanc sur case noire h2 · Tour blanche sur case noire a1 · Cavalier blanc sur case blanche b1 · Roi blanc sur case noire e1 | Roi noir sur case noire f8 · Pion noir sur case noire a7 · Pion noir sur case blanche b7 · Pion noir sur case noire c7 · Pion noir sur case blanche f7 · Pion noir sur case noire g7 · Pion noir sur case blanche h7 · Fou noir sur case noire b6 · Fou noir sur case blanche g4 · Pion blanc sur case noire c3 · Pion blanc sur case blanche a2 · Pion blanc sur case noire b2 · Pion blanc sur case blanche g2 · Pion blanc sur case noire h2 · Tour blanche sur case noire a1 · Cavalier blanc sur case blanche b1 · Roi blanc sur case noire e1 | Roi noir sur case noire f8 · Pion noir sur case noire a7 · Pion noir sur case blanche b7 · Pion noir sur case noire c7 · Pion noir sur case blanche f7 · Pion noir sur case noire g7 · Pion noir sur case blanche h7 · Fou noir sur case noire b6 · Fou noir sur case blanche g4 · Pion blanc sur case noire c3 · Pion blanc sur case blanche a2 · Pion blanc sur case noire b2 · Pion blanc sur case blanche g2 · Pion blanc sur case noire h2 · Tour blanche sur case noire a1 · Cavalier blanc sur case blanche b1 · Roi blanc sur case noire e1 | Roi noir sur case noire f8 · Pion noir sur case noire a7 · Pion noir sur case blanche b7 · Pion noir sur case noire c7 · Pion noir sur case blanche f7 · Pion noir sur case noire g7 · Pion noir sur case blanche h7 · Fou noir sur case noire b6 · Fou noir sur case blanche g4 · Pion blanc sur case noire c3 · Pion blanc sur case blanche a2 · Pion blanc sur case noire b2 · Pion blanc sur case blanche g2 · Pion blanc sur case noire h2 · Tour blanche sur case noire a1 · Cavalier blanc sur case blanche b1 · Roi blanc sur case noire e1 | Roi noir sur case noire f8 · Pion noir sur case noire a7 · Pion noir sur case blanche b7 · Pion noir sur case noire c7 · Pion noir sur case blanche f7 · Pion noir sur case noire g7 · Pion noir sur case blanche h7 · Fou noir sur case noire b6 · Fou noir sur case blanche g4 · Pion blanc sur case noire c3 · Pion blanc sur case blanche a2 · Pion blanc sur case noire b2 · Pion blanc sur case blanche g2 · Pion blanc sur case noire h2 · Tour blanche sur case noire a1 · Cavalier blanc sur case blanche b1 · Roi blanc sur case noire e1 | Roi noir sur case noire f8 · Pion noir sur case noire a7 · Pion noir sur case blanche b7 · Pion noir sur case noire c7 · Pion noir sur case blanche f7 · Pion noir sur case noire g7 · Pion noir sur case blanche h7 · Fou noir sur case noire b6 · Fou noir sur case blanche g4 · Pion blanc sur case noire c3 · Pion blanc sur case blanche a2 · Pion blanc sur case noire b2 · Pion blanc sur case blanche g2 · Pion blanc sur case noire h2 · Tour blanche sur case noire a1 · Cavalier blanc sur case blanche b1 · Roi blanc sur case noire e1 | Roi noir sur case noire f8 · Pion noir sur case noire a7 · Pion noir sur case blanche b7 · Pion noir sur case noire c7 · Pion noir sur case blanche f7 · Pion noir sur case noire g7 · Pion noir sur case blanche h7 · Fou noir sur case noire b6 · Fou noir sur case blanche g4 · Pion blanc sur case noire c3 · Pion blanc sur case blanche a2 · Pion blanc sur case noire b2 · Pion blanc sur case blanche g2 · Pion blanc sur case noire h2 · Tour blanche sur case noire a1 · Cavalier blanc sur case blanche b1 · Roi blanc sur case noire e1 | Roi noir sur case noire f8 · Pion noir sur case noire a7 · Pion noir sur case blanche b7 · Pion noir sur case noire c7 · Pion noir sur case blanche f7 · Pion noir sur case noire g7 · Pion noir sur case blanche h7 · Fou noir sur case noire b6 · Fou noir sur case blanche g4 · Pion blanc sur case noire c3 · Pion blanc sur case blanche a2 · Pion blanc sur case noire b2 · Pion blanc sur case blanche g2 · Pion blanc sur case noire h2 · Tour blanche sur case noire a1 · Cavalier blanc sur case blanche b1 · Roi blanc sur case noire e1 | 8 |
| 7 | Roi noir sur case noire f8 · Pion noir sur case noire a7 · Pion noir sur case blanche b7 · Pion noir sur case noire c7 · Pion noir sur case blanche f7 · Pion noir sur case noire g7 · Pion noir sur case blanche h7 · Fou noir sur case noire b6 · Fou noir sur case blanche g4 · Pion blanc sur case noire c3 · Pion blanc sur case blanche a2 · Pion blanc sur case noire b2 · Pion blanc sur case blanche g2 · Pion blanc sur case noire h2 · Tour blanche sur case noire a1 · Cavalier blanc sur case blanche b1 · Roi blanc sur case noire e1 | Roi noir sur case noire f8 · Pion noir sur case noire a7 · Pion noir sur case blanche b7 · Pion noir sur case noire c7 · Pion noir sur case blanche f7 · Pion noir sur case noire g7 · Pion noir sur case blanche h7 · Fou noir sur case noire b6 · Fou noir sur case blanche g4 · Pion blanc sur case noire c3 · Pion blanc sur case blanche a2 · Pion blanc sur case noire b2 · Pion blanc sur case blanche g2 · Pion blanc sur case noire h2 · Tour blanche sur case noire a1 · Cavalier blanc sur case blanche b1 · Roi blanc sur case noire e1 | Roi noir sur case noire f8 · Pion noir sur case noire a7 · Pion noir sur case blanche b7 · Pion noir sur case noire c7 · Pion noir sur case blanche f7 · Pion noir sur case noire g7 · Pion noir sur case blanche h7 · Fou noir sur case noire b6 · Fou noir sur case blanche g4 · Pion blanc sur case noire c3 · Pion blanc sur case blanche a2 · Pion blanc sur case noire b2 · Pion blanc sur case blanche g2 · Pion blanc sur case noire h2 · Tour blanche sur case noire a1 · Cavalier blanc sur case blanche b1 · Roi blanc sur case noire e1 | Roi noir sur case noire f8 · Pion noir sur case noire a7 · Pion noir sur case blanche b7 · Pion noir sur case noire c7 · Pion noir sur case blanche f7 · Pion noir sur case noire g7 · Pion noir sur case blanche h7 · Fou noir sur case noire b6 · Fou noir sur case blanche g4 · Pion blanc sur case noire c3 · Pion blanc sur case blanche a2 · Pion blanc sur case noire b2 · Pion blanc sur case blanche g2 · Pion blanc sur case noire h2 · Tour blanche sur case noire a1 · Cavalier blanc sur case blanche b1 · Roi blanc sur case noire e1 | Roi noir sur case noire f8 · Pion noir sur case noire a7 · Pion noir sur case blanche b7 · Pion noir sur case noire c7 · Pion noir sur case blanche f7 · Pion noir sur case noire g7 · Pion noir sur case blanche h7 · Fou noir sur case noire b6 · Fou noir sur case blanche g4 · Pion blanc sur case noire c3 · Pion blanc sur case blanche a2 · Pion blanc sur case noire b2 · Pion blanc sur case blanche g2 · Pion blanc sur case noire h2 · Tour blanche sur case noire a1 · Cavalier blanc sur case blanche b1 · Roi blanc sur case noire e1 | Roi noir sur case noire f8 · Pion noir sur case noire a7 · Pion noir sur case blanche b7 · Pion noir sur case noire c7 · Pion noir sur case blanche f7 · Pion noir sur case noire g7 · Pion noir sur case blanche h7 · Fou noir sur case noire b6 · Fou noir sur case blanche g4 · Pion blanc sur case noire c3 · Pion blanc sur case blanche a2 · Pion blanc sur case noire b2 · Pion blanc sur case blanche g2 · Pion blanc sur case noire h2 · Tour blanche sur case noire a1 · Cavalier blanc sur case blanche b1 · Roi blanc sur case noire e1 | Roi noir sur case noire f8 · Pion noir sur case noire a7 · Pion noir sur case blanche b7 · Pion noir sur case noire c7 · Pion noir sur case blanche f7 · Pion noir sur case noire g7 · Pion noir sur case blanche h7 · Fou noir sur case noire b6 · Fou noir sur case blanche g4 · Pion blanc sur case noire c3 · Pion blanc sur case blanche a2 · Pion blanc sur case noire b2 · Pion blanc sur case blanche g2 · Pion blanc sur case noire h2 · Tour blanche sur case noire a1 · Cavalier blanc sur case blanche b1 · Roi blanc sur case noire e1 | Roi noir sur case noire f8 · Pion noir sur case noire a7 · Pion noir sur case blanche b7 · Pion noir sur case noire c7 · Pion noir sur case blanche f7 · Pion noir sur case noire g7 · Pion noir sur case blanche h7 · Fou noir sur case noire b6 · Fou noir sur case blanche g4 · Pion blanc sur case noire c3 · Pion blanc sur case blanche a2 · Pion blanc sur case noire b2 · Pion blanc sur case blanche g2 · Pion blanc sur case noire h2 · Tour blanche sur case noire a1 · Cavalier blanc sur case blanche b1 · Roi blanc sur case noire e1 | 7 |
| 6 | Roi noir sur case noire f8 · Pion noir sur case noire a7 · Pion noir sur case blanche b7 · Pion noir sur case noire c7 · Pion noir sur case blanche f7 · Pion noir sur case noire g7 · Pion noir sur case blanche h7 · Fou noir sur case noire b6 · Fou noir sur case blanche g4 · Pion blanc sur case noire c3 · Pion blanc sur case blanche a2 · Pion blanc sur case noire b2 · Pion blanc sur case blanche g2 · Pion blanc sur case noire h2 · Tour blanche sur case noire a1 · Cavalier blanc sur case blanche b1 · Roi blanc sur case noire e1 | Roi noir sur case noire f8 · Pion noir sur case noire a7 · Pion noir sur case blanche b7 · Pion noir sur case noire c7 · Pion noir sur case blanche f7 · Pion noir sur case noire g7 · Pion noir sur case blanche h7 · Fou noir sur case noire b6 · Fou noir sur case blanche g4 · Pion blanc sur case noire c3 · Pion blanc sur case blanche a2 · Pion blanc sur case noire b2 · Pion blanc sur case blanche g2 · Pion blanc sur case noire h2 · Tour blanche sur case noire a1 · Cavalier blanc sur case blanche b1 · Roi blanc sur case noire e1 | Roi noir sur case noire f8 · Pion noir sur case noire a7 · Pion noir sur case blanche b7 · Pion noir sur case noire c7 · Pion noir sur case blanche f7 · Pion noir sur case noire g7 · Pion noir sur case blanche h7 · Fou noir sur case noire b6 · Fou noir sur case blanche g4 · Pion blanc sur case noire c3 · Pion blanc sur case blanche a2 · Pion blanc sur case noire b2 · Pion blanc sur case blanche g2 · Pion blanc sur case noire h2 · Tour blanche sur case noire a1 · Cavalier blanc sur case blanche b1 · Roi blanc sur case noire e1 | Roi noir sur case noire f8 · Pion noir sur case noire a7 · Pion noir sur case blanche b7 · Pion noir sur case noire c7 · Pion noir sur case blanche f7 · Pion noir sur case noire g7 · Pion noir sur case blanche h7 · Fou noir sur case noire b6 · Fou noir sur case blanche g4 · Pion blanc sur case noire c3 · Pion blanc sur case blanche a2 · Pion blanc sur case noire b2 · Pion blanc sur case blanche g2 · Pion blanc sur case noire h2 · Tour blanche sur case noire a1 · Cavalier blanc sur case blanche b1 · Roi blanc sur case noire e1 | Roi noir sur case noire f8 · Pion noir sur case noire a7 · Pion noir sur case blanche b7 · Pion noir sur case noire c7 · Pion noir sur case blanche f7 · Pion noir sur case noire g7 · Pion noir sur case blanche h7 · Fou noir sur case noire b6 · Fou noir sur case blanche g4 · Pion blanc sur case noire c3 · Pion blanc sur case blanche a2 · Pion blanc sur case noire b2 · Pion blanc sur case blanche g2 · Pion blanc sur case noire h2 · Tour blanche sur case noire a1 · Cavalier blanc sur case blanche b1 · Roi blanc sur case noire e1 | Roi noir sur case noire f8 · Pion noir sur case noire a7 · Pion noir sur case blanche b7 · Pion noir sur case noire c7 · Pion noir sur case blanche f7 · Pion noir sur case noire g7 · Pion noir sur case blanche h7 · Fou noir sur case noire b6 · Fou noir sur case blanche g4 · Pion blanc sur case noire c3 · Pion blanc sur case blanche a2 · Pion blanc sur case noire b2 · Pion blanc sur case blanche g2 · Pion blanc sur case noire h2 · Tour blanche sur case noire a1 · Cavalier blanc sur case blanche b1 · Roi blanc sur case noire e1 | Roi noir sur case noire f8 · Pion noir sur case noire a7 · Pion noir sur case blanche b7 · Pion noir sur case noire c7 · Pion noir sur case blanche f7 · Pion noir sur case noire g7 · Pion noir sur case blanche h7 · Fou noir sur case noire b6 · Fou noir sur case blanche g4 · Pion blanc sur case noire c3 · Pion blanc sur case blanche a2 · Pion blanc sur case noire b2 · Pion blanc sur case blanche g2 · Pion blanc sur case noire h2 · Tour blanche sur case noire a1 · Cavalier blanc sur case blanche b1 · Roi blanc sur case noire e1 | Roi noir sur case noire f8 · Pion noir sur case noire a7 · Pion noir sur case blanche b7 · Pion noir sur case noire c7 · Pion noir sur case blanche f7 · Pion noir sur case noire g7 · Pion noir sur case blanche h7 · Fou noir sur case noire b6 · Fou noir sur case blanche g4 · Pion blanc sur case noire c3 · Pion blanc sur case blanche a2 · Pion blanc sur case noire b2 · Pion blanc sur case blanche g2 · Pion blanc sur case noire h2 · Tour blanche sur case noire a1 · Cavalier blanc sur case blanche b1 · Roi blanc sur case noire e1 | 6 |
| 5 | Roi noir sur case noire f8 · Pion noir sur case noire a7 · Pion noir sur case blanche b7 · Pion noir sur case noire c7 · Pion noir sur case blanche f7 · Pion noir sur case noire g7 · Pion noir sur case blanche h7 · Fou noir sur case noire b6 · Fou noir sur case blanche g4 · Pion blanc sur case noire c3 · Pion blanc sur case blanche a2 · Pion blanc sur case noire b2 · Pion blanc sur case blanche g2 · Pion blanc sur case noire h2 · Tour blanche sur case noire a1 · Cavalier blanc sur case blanche b1 · Roi blanc sur case noire e1 | Roi noir sur case noire f8 · Pion noir sur case noire a7 · Pion noir sur case blanche b7 · Pion noir sur case noire c7 · Pion noir sur case blanche f7 · Pion noir sur case noire g7 · Pion noir sur case blanche h7 · Fou noir sur case noire b6 · Fou noir sur case blanche g4 · Pion blanc sur case noire c3 · Pion blanc sur case blanche a2 · Pion blanc sur case noire b2 · Pion blanc sur case blanche g2 · Pion blanc sur case noire h2 · Tour blanche sur case noire a1 · Cavalier blanc sur case blanche b1 · Roi blanc sur case noire e1 | Roi noir sur case noire f8 · Pion noir sur case noire a7 · Pion noir sur case blanche b7 · Pion noir sur case noire c7 · Pion noir sur case blanche f7 · Pion noir sur case noire g7 · Pion noir sur case blanche h7 · Fou noir sur case noire b6 · Fou noir sur case blanche g4 · Pion blanc sur case noire c3 · Pion blanc sur case blanche a2 · Pion blanc sur case noire b2 · Pion blanc sur case blanche g2 · Pion blanc sur case noire h2 · Tour blanche sur case noire a1 · Cavalier blanc sur case blanche b1 · Roi blanc sur case noire e1 | Roi noir sur case noire f8 · Pion noir sur case noire a7 · Pion noir sur case blanche b7 · Pion noir sur case noire c7 · Pion noir sur case blanche f7 · Pion noir sur case noire g7 · Pion noir sur case blanche h7 · Fou noir sur case noire b6 · Fou noir sur case blanche g4 · Pion blanc sur case noire c3 · Pion blanc sur case blanche a2 · Pion blanc sur case noire b2 · Pion blanc sur case blanche g2 · Pion blanc sur case noire h2 · Tour blanche sur case noire a1 · Cavalier blanc sur case blanche b1 · Roi blanc sur case noire e1 | Roi noir sur case noire f8 · Pion noir sur case noire a7 · Pion noir sur case blanche b7 · Pion noir sur case noire c7 · Pion noir sur case blanche f7 · Pion noir sur case noire g7 · Pion noir sur case blanche h7 · Fou noir sur case noire b6 · Fou noir sur case blanche g4 · Pion blanc sur case noire c3 · Pion blanc sur case blanche a2 · Pion blanc sur case noire b2 · Pion blanc sur case blanche g2 · Pion blanc sur case noire h2 · Tour blanche sur case noire a1 · Cavalier blanc sur case blanche b1 · Roi blanc sur case noire e1 | Roi noir sur case noire f8 · Pion noir sur case noire a7 · Pion noir sur case blanche b7 · Pion noir sur case noire c7 · Pion noir sur case blanche f7 · Pion noir sur case noire g7 · Pion noir sur case blanche h7 · Fou noir sur case noire b6 · Fou noir sur case blanche g4 · Pion blanc sur case noire c3 · Pion blanc sur case blanche a2 · Pion blanc sur case noire b2 · Pion blanc sur case blanche g2 · Pion blanc sur case noire h2 · Tour blanche sur case noire a1 · Cavalier blanc sur case blanche b1 · Roi blanc sur case noire e1 | Roi noir sur case noire f8 · Pion noir sur case noire a7 · Pion noir sur case blanche b7 · Pion noir sur case noire c7 · Pion noir sur case blanche f7 · Pion noir sur case noire g7 · Pion noir sur case blanche h7 · Fou noir sur case noire b6 · Fou noir sur case blanche g4 · Pion blanc sur case noire c3 · Pion blanc sur case blanche a2 · Pion blanc sur case noire b2 · Pion blanc sur case blanche g2 · Pion blanc sur case noire h2 · Tour blanche sur case noire a1 · Cavalier blanc sur case blanche b1 · Roi blanc sur case noire e1 | Roi noir sur case noire f8 · Pion noir sur case noire a7 · Pion noir sur case blanche b7 · Pion noir sur case noire c7 · Pion noir sur case blanche f7 · Pion noir sur case noire g7 · Pion noir sur case blanche h7 · Fou noir sur case noire b6 · Fou noir sur case blanche g4 · Pion blanc sur case noire c3 · Pion blanc sur case blanche a2 · Pion blanc sur case noire b2 · Pion blanc sur case blanche g2 · Pion blanc sur case noire h2 · Tour blanche sur case noire a1 · Cavalier blanc sur case blanche b1 · Roi blanc sur case noire e1 | 5 |
| 4 | Roi noir sur case noire f8 · Pion noir sur case noire a7 · Pion noir sur case blanche b7 · Pion noir sur case noire c7 · Pion noir sur case blanche f7 · Pion noir sur case noire g7 · Pion noir sur case blanche h7 · Fou noir sur case noire b6 · Fou noir sur case blanche g4 · Pion blanc sur case noire c3 · Pion blanc sur case blanche a2 · Pion blanc sur case noire b2 · Pion blanc sur case blanche g2 · Pion blanc sur case noire h2 · Tour blanche sur case noire a1 · Cavalier blanc sur case blanche b1 · Roi blanc sur case noire e1 | Roi noir sur case noire f8 · Pion noir sur case noire a7 · Pion noir sur case blanche b7 · Pion noir sur case noire c7 · Pion noir sur case blanche f7 · Pion noir sur case noire g7 · Pion noir sur case blanche h7 · Fou noir sur case noire b6 · Fou noir sur case blanche g4 · Pion blanc sur case noire c3 · Pion blanc sur case blanche a2 · Pion blanc sur case noire b2 · Pion blanc sur case blanche g2 · Pion blanc sur case noire h2 · Tour blanche sur case noire a1 · Cavalier blanc sur case blanche b1 · Roi blanc sur case noire e1 | Roi noir sur case noire f8 · Pion noir sur case noire a7 · Pion noir sur case blanche b7 · Pion noir sur case noire c7 · Pion noir sur case blanche f7 · Pion noir sur case noire g7 · Pion noir sur case blanche h7 · Fou noir sur case noire b6 · Fou noir sur case blanche g4 · Pion blanc sur case noire c3 · Pion blanc sur case blanche a2 · Pion blanc sur case noire b2 · Pion blanc sur case blanche g2 · Pion blanc sur case noire h2 · Tour blanche sur case noire a1 · Cavalier blanc sur case blanche b1 · Roi blanc sur case noire e1 | Roi noir sur case noire f8 · Pion noir sur case noire a7 · Pion noir sur case blanche b7 · Pion noir sur case noire c7 · Pion noir sur case blanche f7 · Pion noir sur case noire g7 · Pion noir sur case blanche h7 · Fou noir sur case noire b6 · Fou noir sur case blanche g4 · Pion blanc sur case noire c3 · Pion blanc sur case blanche a2 · Pion blanc sur case noire b2 · Pion blanc sur case blanche g2 · Pion blanc sur case noire h2 · Tour blanche sur case noire a1 · Cavalier blanc sur case blanche b1 · Roi blanc sur case noire e1 | Roi noir sur case noire f8 · Pion noir sur case noire a7 · Pion noir sur case blanche b7 · Pion noir sur case noire c7 · Pion noir sur case blanche f7 · Pion noir sur case noire g7 · Pion noir sur case blanche h7 · Fou noir sur case noire b6 · Fou noir sur case blanche g4 · Pion blanc sur case noire c3 · Pion blanc sur case blanche a2 · Pion blanc sur case noire b2 · Pion blanc sur case blanche g2 · Pion blanc sur case noire h2 · Tour blanche sur case noire a1 · Cavalier blanc sur case blanche b1 · Roi blanc sur case noire e1 | Roi noir sur case noire f8 · Pion noir sur case noire a7 · Pion noir sur case blanche b7 · Pion noir sur case noire c7 · Pion noir sur case blanche f7 · Pion noir sur case noire g7 · Pion noir sur case blanche h7 · Fou noir sur case noire b6 · Fou noir sur case blanche g4 · Pion blanc sur case noire c3 · Pion blanc sur case blanche a2 · Pion blanc sur case noire b2 · Pion blanc sur case blanche g2 · Pion blanc sur case noire h2 · Tour blanche sur case noire a1 · Cavalier blanc sur case blanche b1 · Roi blanc sur case noire e1 | Roi noir sur case noire f8 · Pion noir sur case noire a7 · Pion noir sur case blanche b7 · Pion noir sur case noire c7 · Pion noir sur case blanche f7 · Pion noir sur case noire g7 · Pion noir sur case blanche h7 · Fou noir sur case noire b6 · Fou noir sur case blanche g4 · Pion blanc sur case noire c3 · Pion blanc sur case blanche a2 · Pion blanc sur case noire b2 · Pion blanc sur case blanche g2 · Pion blanc sur case noire h2 · Tour blanche sur case noire a1 · Cavalier blanc sur case blanche b1 · Roi blanc sur case noire e1 | Roi noir sur case noire f8 · Pion noir sur case noire a7 · Pion noir sur case blanche b7 · Pion noir sur case noire c7 · Pion noir sur case blanche f7 · Pion noir sur case noire g7 · Pion noir sur case blanche h7 · Fou noir sur case noire b6 · Fou noir sur case blanche g4 · Pion blanc sur case noire c3 · Pion blanc sur case blanche a2 · Pion blanc sur case noire b2 · Pion blanc sur case blanche g2 · Pion blanc sur case noire h2 · Tour blanche sur case noire a1 · Cavalier blanc sur case blanche b1 · Roi blanc sur case noire e1 | 4 |
| 3 | Roi noir sur case noire f8 · Pion noir sur case noire a7 · Pion noir sur case blanche b7 · Pion noir sur case noire c7 · Pion noir sur case blanche f7 · Pion noir sur case noire g7 · Pion noir sur case blanche h7 · Fou noir sur case noire b6 · Fou noir sur case blanche g4 · Pion blanc sur case noire c3 · Pion blanc sur case blanche a2 · Pion blanc sur case noire b2 · Pion blanc sur case blanche g2 · Pion blanc sur case noire h2 · Tour blanche sur case noire a1 · Cavalier blanc sur case blanche b1 · Roi blanc sur case noire e1 | Roi noir sur case noire f8 · Pion noir sur case noire a7 · Pion noir sur case blanche b7 · Pion noir sur case noire c7 · Pion noir sur case blanche f7 · Pion noir sur case noire g7 · Pion noir sur case blanche h7 · Fou noir sur case noire b6 · Fou noir sur case blanche g4 · Pion blanc sur case noire c3 · Pion blanc sur case blanche a2 · Pion blanc sur case noire b2 · Pion blanc sur case blanche g2 · Pion blanc sur case noire h2 · Tour blanche sur case noire a1 · Cavalier blanc sur case blanche b1 · Roi blanc sur case noire e1 | Roi noir sur case noire f8 · Pion noir sur case noire a7 · Pion noir sur case blanche b7 · Pion noir sur case noire c7 · Pion noir sur case blanche f7 · Pion noir sur case noire g7 · Pion noir sur case blanche h7 · Fou noir sur case noire b6 · Fou noir sur case blanche g4 · Pion blanc sur case noire c3 · Pion blanc sur case blanche a2 · Pion blanc sur case noire b2 · Pion blanc sur case blanche g2 · Pion blanc sur case noire h2 · Tour blanche sur case noire a1 · Cavalier blanc sur case blanche b1 · Roi blanc sur case noire e1 | Roi noir sur case noire f8 · Pion noir sur case noire a7 · Pion noir sur case blanche b7 · Pion noir sur case noire c7 · Pion noir sur case blanche f7 · Pion noir sur case noire g7 · Pion noir sur case blanche h7 · Fou noir sur case noire b6 · Fou noir sur case blanche g4 · Pion blanc sur case noire c3 · Pion blanc sur case blanche a2 · Pion blanc sur case noire b2 · Pion blanc sur case blanche g2 · Pion blanc sur case noire h2 · Tour blanche sur case noire a1 · Cavalier blanc sur case blanche b1 · Roi blanc sur case noire e1 | Roi noir sur case noire f8 · Pion noir sur case noire a7 · Pion noir sur case blanche b7 · Pion noir sur case noire c7 · Pion noir sur case blanche f7 · Pion noir sur case noire g7 · Pion noir sur case blanche h7 · Fou noir sur case noire b6 · Fou noir sur case blanche g4 · Pion blanc sur case noire c3 · Pion blanc sur case blanche a2 · Pion blanc sur case noire b2 · Pion blanc sur case blanche g2 · Pion blanc sur case noire h2 · Tour blanche sur case noire a1 · Cavalier blanc sur case blanche b1 · Roi blanc sur case noire e1 | Roi noir sur case noire f8 · Pion noir sur case noire a7 · Pion noir sur case blanche b7 · Pion noir sur case noire c7 · Pion noir sur case blanche f7 · Pion noir sur case noire g7 · Pion noir sur case blanche h7 · Fou noir sur case noire b6 · Fou noir sur case blanche g4 · Pion blanc sur case noire c3 · Pion blanc sur case blanche a2 · Pion blanc sur case noire b2 · Pion blanc sur case blanche g2 · Pion blanc sur case noire h2 · Tour blanche sur case noire a1 · Cavalier blanc sur case blanche b1 · Roi blanc sur case noire e1 | Roi noir sur case noire f8 · Pion noir sur case noire a7 · Pion noir sur case blanche b7 · Pion noir sur case noire c7 · Pion noir sur case blanche f7 · Pion noir sur case noire g7 · Pion noir sur case blanche h7 · Fou noir sur case noire b6 · Fou noir sur case blanche g4 · Pion blanc sur case noire c3 · Pion blanc sur case blanche a2 · Pion blanc sur case noire b2 · Pion blanc sur case blanche g2 · Pion blanc sur case noire h2 · Tour blanche sur case noire a1 · Cavalier blanc sur case blanche b1 · Roi blanc sur case noire e1 | Roi noir sur case noire f8 · Pion noir sur case noire a7 · Pion noir sur case blanche b7 · Pion noir sur case noire c7 · Pion noir sur case blanche f7 · Pion noir sur case noire g7 · Pion noir sur case blanche h7 · Fou noir sur case noire b6 · Fou noir sur case blanche g4 · Pion blanc sur case noire c3 · Pion blanc sur case blanche a2 · Pion blanc sur case noire b2 · Pion blanc sur case blanche g2 · Pion blanc sur case noire h2 · Tour blanche sur case noire a1 · Cavalier blanc sur case blanche b1 · Roi blanc sur case noire e1 | 3 |
| 2 | Roi noir sur case noire f8 · Pion noir sur case noire a7 · Pion noir sur case blanche b7 · Pion noir sur case noire c7 · Pion noir sur case blanche f7 · Pion noir sur case noire g7 · Pion noir sur case blanche h7 · Fou noir sur case noire b6 · Fou noir sur case blanche g4 · Pion blanc sur case noire c3 · Pion blanc sur case blanche a2 · Pion blanc sur case noire b2 · Pion blanc sur case blanche g2 · Pion blanc sur case noire h2 · Tour blanche sur case noire a1 · Cavalier blanc sur case blanche b1 · Roi blanc sur case noire e1 | Roi noir sur case noire f8 · Pion noir sur case noire a7 · Pion noir sur case blanche b7 · Pion noir sur case noire c7 · Pion noir sur case blanche f7 · Pion noir sur case noire g7 · Pion noir sur case blanche h7 · Fou noir sur case noire b6 · Fou noir sur case blanche g4 · Pion blanc sur case noire c3 · Pion blanc sur case blanche a2 · Pion blanc sur case noire b2 · Pion blanc sur case blanche g2 · Pion blanc sur case noire h2 · Tour blanche sur case noire a1 · Cavalier blanc sur case blanche b1 · Roi blanc sur case noire e1 | Roi noir sur case noire f8 · Pion noir sur case noire a7 · Pion noir sur case blanche b7 · Pion noir sur case noire c7 · Pion noir sur case blanche f7 · Pion noir sur case noire g7 · Pion noir sur case blanche h7 · Fou noir sur case noire b6 · Fou noir sur case blanche g4 · Pion blanc sur case noire c3 · Pion blanc sur case blanche a2 · Pion blanc sur case noire b2 · Pion blanc sur case blanche g2 · Pion blanc sur case noire h2 · Tour blanche sur case noire a1 · Cavalier blanc sur case blanche b1 · Roi blanc sur case noire e1 | Roi noir sur case noire f8 · Pion noir sur case noire a7 · Pion noir sur case blanche b7 · Pion noir sur case noire c7 · Pion noir sur case blanche f7 · Pion noir sur case noire g7 · Pion noir sur case blanche h7 · Fou noir sur case noire b6 · Fou noir sur case blanche g4 · Pion blanc sur case noire c3 · Pion blanc sur case blanche a2 · Pion blanc sur case noire b2 · Pion blanc sur case blanche g2 · Pion blanc sur case noire h2 · Tour blanche sur case noire a1 · Cavalier blanc sur case blanche b1 · Roi blanc sur case noire e1 | Roi noir sur case noire f8 · Pion noir sur case noire a7 · Pion noir sur case blanche b7 · Pion noir sur case noire c7 · Pion noir sur case blanche f7 · Pion noir sur case noire g7 · Pion noir sur case blanche h7 · Fou noir sur case noire b6 · Fou noir sur case blanche g4 · Pion blanc sur case noire c3 · Pion blanc sur case blanche a2 · Pion blanc sur case noire b2 · Pion blanc sur case blanche g2 · Pion blanc sur case noire h2 · Tour blanche sur case noire a1 · Cavalier blanc sur case blanche b1 · Roi blanc sur case noire e1 | Roi noir sur case noire f8 · Pion noir sur case noire a7 · Pion noir sur case blanche b7 · Pion noir sur case noire c7 · Pion noir sur case blanche f7 · Pion noir sur case noire g7 · Pion noir sur case blanche h7 · Fou noir sur case noire b6 · Fou noir sur case blanche g4 · Pion blanc sur case noire c3 · Pion blanc sur case blanche a2 · Pion blanc sur case noire b2 · Pion blanc sur case blanche g2 · Pion blanc sur case noire h2 · Tour blanche sur case noire a1 · Cavalier blanc sur case blanche b1 · Roi blanc sur case noire e1 | Roi noir sur case noire f8 · Pion noir sur case noire a7 · Pion noir sur case blanche b7 · Pion noir sur case noire c7 · Pion noir sur case blanche f7 · Pion noir sur case noire g7 · Pion noir sur case blanche h7 · Fou noir sur case noire b6 · Fou noir sur case blanche g4 · Pion blanc sur case noire c3 · Pion blanc sur case blanche a2 · Pion blanc sur case noire b2 · Pion blanc sur case blanche g2 · Pion blanc sur case noire h2 · Tour blanche sur case noire a1 · Cavalier blanc sur case blanche b1 · Roi blanc sur case noire e1 | Roi noir sur case noire f8 · Pion noir sur case noire a7 · Pion noir sur case blanche b7 · Pion noir sur case noire c7 · Pion noir sur case blanche f7 · Pion noir sur case noire g7 · Pion noir sur case blanche h7 · Fou noir sur case noire b6 · Fou noir sur case blanche g4 · Pion blanc sur case noire c3 · Pion blanc sur case blanche a2 · Pion blanc sur case noire b2 · Pion blanc sur case blanche g2 · Pion blanc sur case noire h2 · Tour blanche sur case noire a1 · Cavalier blanc sur case blanche b1 · Roi blanc sur case noire e1 | 2 |
| 1 | Roi noir sur case noire f8 · Pion noir sur case noire a7 · Pion noir sur case blanche b7 · Pion noir sur case noire c7 · Pion noir sur case blanche f7 · Pion noir sur case noire g7 · Pion noir sur case blanche h7 · Fou noir sur case noire b6 · Fou noir sur case blanche g4 · Pion blanc sur case noire c3 · Pion blanc sur case blanche a2 · Pion blanc sur case noire b2 · Pion blanc sur case blanche g2 · Pion blanc sur case noire h2 · Tour blanche sur case noire a1 · Cavalier blanc sur case blanche b1 · Roi blanc sur case noire e1 | Roi noir sur case noire f8 · Pion noir sur case noire a7 · Pion noir sur case blanche b7 · Pion noir sur case noire c7 · Pion noir sur case blanche f7 · Pion noir sur case noire g7 · Pion noir sur case blanche h7 · Fou noir sur case noire b6 · Fou noir sur case blanche g4 · Pion blanc sur case noire c3 · Pion blanc sur case blanche a2 · Pion blanc sur case noire b2 · Pion blanc sur case blanche g2 · Pion blanc sur case noire h2 · Tour blanche sur case noire a1 · Cavalier blanc sur case blanche b1 · Roi blanc sur case noire e1 | Roi noir sur case noire f8 · Pion noir sur case noire a7 · Pion noir sur case blanche b7 · Pion noir sur case noire c7 · Pion noir sur case blanche f7 · Pion noir sur case noire g7 · Pion noir sur case blanche h7 · Fou noir sur case noire b6 · Fou noir sur case blanche g4 · Pion blanc sur case noire c3 · Pion blanc sur case blanche a2 · Pion blanc sur case noire b2 · Pion blanc sur case blanche g2 · Pion blanc sur case noire h2 · Tour blanche sur case noire a1 · Cavalier blanc sur case blanche b1 · Roi blanc sur case noire e1 | Roi noir sur case noire f8 · Pion noir sur case noire a7 · Pion noir sur case blanche b7 · Pion noir sur case noire c7 · Pion noir sur case blanche f7 · Pion noir sur case noire g7 · Pion noir sur case blanche h7 · Fou noir sur case noire b6 · Fou noir sur case blanche g4 · Pion blanc sur case noire c3 · Pion blanc sur case blanche a2 · Pion blanc sur case noire b2 · Pion blanc sur case blanche g2 · Pion blanc sur case noire h2 · Tour blanche sur case noire a1 · Cavalier blanc sur case blanche b1 · Roi blanc sur case noire e1 | Roi noir sur case noire f8 · Pion noir sur case noire a7 · Pion noir sur case blanche b7 · Pion noir sur case noire c7 · Pion noir sur case blanche f7 · Pion noir sur case noire g7 · Pion noir sur case blanche h7 · Fou noir sur case noire b6 · Fou noir sur case blanche g4 · Pion blanc sur case noire c3 · Pion blanc sur case blanche a2 · Pion blanc sur case noire b2 · Pion blanc sur case blanche g2 · Pion blanc sur case noire h2 · Tour blanche sur case noire a1 · Cavalier blanc sur case blanche b1 · Roi blanc sur case noire e1 | Roi noir sur case noire f8 · Pion noir sur case noire a7 · Pion noir sur case blanche b7 · Pion noir sur case noire c7 · Pion noir sur case blanche f7 · Pion noir sur case noire g7 · Pion noir sur case blanche h7 · Fou noir sur case noire b6 · Fou noir sur case blanche g4 · Pion blanc sur case noire c3 · Pion blanc sur case blanche a2 · Pion blanc sur case noire b2 · Pion blanc sur case blanche g2 · Pion blanc sur case noire h2 · Tour blanche sur case noire a1 · Cavalier blanc sur case blanche b1 · Roi blanc sur case noire e1 | Roi noir sur case noire f8 · Pion noir sur case noire a7 · Pion noir sur case blanche b7 · Pion noir sur case noire c7 · Pion noir sur case blanche f7 · Pion noir sur case noire g7 · Pion noir sur case blanche h7 · Fou noir sur case noire b6 · Fou noir sur case blanche g4 · Pion blanc sur case noire c3 · Pion blanc sur case blanche a2 · Pion blanc sur case noire b2 · Pion blanc sur case blanche g2 · Pion blanc sur case noire h2 · Tour blanche sur case noire a1 · Cavalier blanc sur case blanche b1 · Roi blanc sur case noire e1 | Roi noir sur case noire f8 · Pion noir sur case noire a7 · Pion noir sur case blanche b7 · Pion noir sur case noire c7 · Pion noir sur case blanche f7 · Pion noir sur case noire g7 · Pion noir sur case blanche h7 · Fou noir sur case noire b6 · Fou noir sur case blanche g4 · Pion blanc sur case noire c3 · Pion blanc sur case blanche a2 · Pion blanc sur case noire b2 · Pion blanc sur case blanche g2 · Pion blanc sur case noire h2 · Tour blanche sur case noire a1 · Cavalier blanc sur case blanche b1 · Roi blanc sur case noire e1 | 1 |
|   | a | b | c | d | e | f | g | h |   |

Une position déséquilibrée a émergé à la suite de l'ouverture, dans laquelle, avec un centre ouvert, Noir a un pion et la paire de fous pour la qualité. 

### Balashov contre Quinteros
|   | a | b | c | d | e | f | g | h |   |
| 8 | Tour noire sur case blanche a8 · Cavalier noir sur case noire b8 · Fou noir sur case blanche b7 · Roi noir sur case noire e7 · Pion noir sur case blanche a6 · Pion noir sur case blanche e6 · Pion noir sur case noire f6 · Fou noir sur case noire h6 · Pion noir sur case blanche b5 · Pion noir sur case blanche g4 · Cavalier blanc sur case noire c3 · Pion blanc sur case blanche a2 · Pion blanc sur case noire b2 · Pion blanc sur case blanche c2 · Pion blanc sur case blanche g2 · Pion blanc sur case noire h2 · Roi blanc sur case noire c1 · Tour blanche sur case blanche d1 · Cavalier blanc sur case noire e1 · Tour blanche sur case blanche h1 | Tour noire sur case blanche a8 · Cavalier noir sur case noire b8 · Fou noir sur case blanche b7 · Roi noir sur case noire e7 · Pion noir sur case blanche a6 · Pion noir sur case blanche e6 · Pion noir sur case noire f6 · Fou noir sur case noire h6 · Pion noir sur case blanche b5 · Pion noir sur case blanche g4 · Cavalier blanc sur case noire c3 · Pion blanc sur case blanche a2 · Pion blanc sur case noire b2 · Pion blanc sur case blanche c2 · Pion blanc sur case blanche g2 · Pion blanc sur case noire h2 · Roi blanc sur case noire c1 · Tour blanche sur case blanche d1 · Cavalier blanc sur case noire e1 · Tour blanche sur case blanche h1 | Tour noire sur case blanche a8 · Cavalier noir sur case noire b8 · Fou noir sur case blanche b7 · Roi noir sur case noire e7 · Pion noir sur case blanche a6 · Pion noir sur case blanche e6 · Pion noir sur case noire f6 · Fou noir sur case noire h6 · Pion noir sur case blanche b5 · Pion noir sur case blanche g4 · Cavalier blanc sur case noire c3 · Pion blanc sur case blanche a2 · Pion blanc sur case noire b2 · Pion blanc sur case blanche c2 · Pion blanc sur case blanche g2 · Pion blanc sur case noire h2 · Roi blanc sur case noire c1 · Tour blanche sur case blanche d1 · Cavalier blanc sur case noire e1 · Tour blanche sur case blanche h1 | Tour noire sur case blanche a8 · Cavalier noir sur case noire b8 · Fou noir sur case blanche b7 · Roi noir sur case noire e7 · Pion noir sur case blanche a6 · Pion noir sur case blanche e6 · Pion noir sur case noire f6 · Fou noir sur case noire h6 · Pion noir sur case blanche b5 · Pion noir sur case blanche g4 · Cavalier blanc sur case noire c3 · Pion blanc sur case blanche a2 · Pion blanc sur case noire b2 · Pion blanc sur case blanche c2 · Pion blanc sur case blanche g2 · Pion blanc sur case noire h2 · Roi blanc sur case noire c1 · Tour blanche sur case blanche d1 · Cavalier blanc sur case noire e1 · Tour blanche sur case blanche h1 | Tour noire sur case blanche a8 · Cavalier noir sur case noire b8 · Fou noir sur case blanche b7 · Roi noir sur case noire e7 · Pion noir sur case blanche a6 · Pion noir sur case blanche e6 · Pion noir sur case noire f6 · Fou noir sur case noire h6 · Pion noir sur case blanche b5 · Pion noir sur case blanche g4 · Cavalier blanc sur case noire c3 · Pion blanc sur case blanche a2 · Pion blanc sur case noire b2 · Pion blanc sur case blanche c2 · Pion blanc sur case blanche g2 · Pion blanc sur case noire h2 · Roi blanc sur case noire c1 · Tour blanche sur case blanche d1 · Cavalier blanc sur case noire e1 · Tour blanche sur case blanche h1 | Tour noire sur case blanche a8 · Cavalier noir sur case noire b8 · Fou noir sur case blanche b7 · Roi noir sur case noire e7 · Pion noir sur case blanche a6 · Pion noir sur case blanche e6 · Pion noir sur case noire f6 · Fou noir sur case noire h6 · Pion noir sur case blanche b5 · Pion noir sur case blanche g4 · Cavalier blanc sur case noire c3 · Pion blanc sur case blanche a2 · Pion blanc sur case noire b2 · Pion blanc sur case blanche c2 · Pion blanc sur case blanche g2 · Pion blanc sur case noire h2 · Roi blanc sur case noire c1 · Tour blanche sur case blanche d1 · Cavalier blanc sur case noire e1 · Tour blanche sur case blanche h1 | Tour noire sur case blanche a8 · Cavalier noir sur case noire b8 · Fou noir sur case blanche b7 · Roi noir sur case noire e7 · Pion noir sur case blanche a6 · Pion noir sur case blanche e6 · Pion noir sur case noire f6 · Fou noir sur case noire h6 · Pion noir sur case blanche b5 · Pion noir sur case blanche g4 · Cavalier blanc sur case noire c3 · Pion blanc sur case blanche a2 · Pion blanc sur case noire b2 · Pion blanc sur case blanche c2 · Pion blanc sur case blanche g2 · Pion blanc sur case noire h2 · Roi blanc sur case noire c1 · Tour blanche sur case blanche d1 · Cavalier blanc sur case noire e1 · Tour blanche sur case blanche h1 | Tour noire sur case blanche a8 · Cavalier noir sur case noire b8 · Fou noir sur case blanche b7 · Roi noir sur case noire e7 · Pion noir sur case blanche a6 · Pion noir sur case blanche e6 · Pion noir sur case noire f6 · Fou noir sur case noire h6 · Pion noir sur case blanche b5 · Pion noir sur case blanche g4 · Cavalier blanc sur case noire c3 · Pion blanc sur case blanche a2 · Pion blanc sur case noire b2 · Pion blanc sur case blanche c2 · Pion blanc sur case blanche g2 · Pion blanc sur case noire h2 · Roi blanc sur case noire c1 · Tour blanche sur case blanche d1 · Cavalier blanc sur case noire e1 · Tour blanche sur case blanche h1 | 8 |
| 7 | Tour noire sur case blanche a8 · Cavalier noir sur case noire b8 · Fou noir sur case blanche b7 · Roi noir sur case noire e7 · Pion noir sur case blanche a6 · Pion noir sur case blanche e6 · Pion noir sur case noire f6 · Fou noir sur case noire h6 · Pion noir sur case blanche b5 · Pion noir sur case blanche g4 · Cavalier blanc sur case noire c3 · Pion blanc sur case blanche a2 · Pion blanc sur case noire b2 · Pion blanc sur case blanche c2 · Pion blanc sur case blanche g2 · Pion blanc sur case noire h2 · Roi blanc sur case noire c1 · Tour blanche sur case blanche d1 · Cavalier blanc sur case noire e1 · Tour blanche sur case blanche h1 | Tour noire sur case blanche a8 · Cavalier noir sur case noire b8 · Fou noir sur case blanche b7 · Roi noir sur case noire e7 · Pion noir sur case blanche a6 · Pion noir sur case blanche e6 · Pion noir sur case noire f6 · Fou noir sur case noire h6 · Pion noir sur case blanche b5 · Pion noir sur case blanche g4 · Cavalier blanc sur case noire c3 · Pion blanc sur case blanche a2 · Pion blanc sur case noire b2 · Pion blanc sur case blanche c2 · Pion blanc sur case blanche g2 · Pion blanc sur case noire h2 · Roi blanc sur case noire c1 · Tour blanche sur case blanche d1 · Cavalier blanc sur case noire e1 · Tour blanche sur case blanche h1 | Tour noire sur case blanche a8 · Cavalier noir sur case noire b8 · Fou noir sur case blanche b7 · Roi noir sur case noire e7 · Pion noir sur case blanche a6 · Pion noir sur case blanche e6 · Pion noir sur case noire f6 · Fou noir sur case noire h6 · Pion noir sur case blanche b5 · Pion noir sur case blanche g4 · Cavalier blanc sur case noire c3 · Pion blanc sur case blanche a2 · Pion blanc sur case noire b2 · Pion blanc sur case blanche c2 · Pion blanc sur case blanche g2 · Pion blanc sur case noire h2 · Roi blanc sur case noire c1 · Tour blanche sur case blanche d1 · Cavalier blanc sur case noire e1 · Tour blanche sur case blanche h1 | Tour noire sur case blanche a8 · Cavalier noir sur case noire b8 · Fou noir sur case blanche b7 · Roi noir sur case noire e7 · Pion noir sur case blanche a6 · Pion noir sur case blanche e6 · Pion noir sur case noire f6 · Fou noir sur case noire h6 · Pion noir sur case blanche b5 · Pion noir sur case blanche g4 · Cavalier blanc sur case noire c3 · Pion blanc sur case blanche a2 · Pion blanc sur case noire b2 · Pion blanc sur case blanche c2 · Pion blanc sur case blanche g2 · Pion blanc sur case noire h2 · Roi blanc sur case noire c1 · Tour blanche sur case blanche d1 · Cavalier blanc sur case noire e1 · Tour blanche sur case blanche h1 | Tour noire sur case blanche a8 · Cavalier noir sur case noire b8 · Fou noir sur case blanche b7 · Roi noir sur case noire e7 · Pion noir sur case blanche a6 · Pion noir sur case blanche e6 · Pion noir sur case noire f6 · Fou noir sur case noire h6 · Pion noir sur case blanche b5 · Pion noir sur case blanche g4 · Cavalier blanc sur case noire c3 · Pion blanc sur case blanche a2 · Pion blanc sur case noire b2 · Pion blanc sur case blanche c2 · Pion blanc sur case blanche g2 · Pion blanc sur case noire h2 · Roi blanc sur case noire c1 · Tour blanche sur case blanche d1 · Cavalier blanc sur case noire e1 · Tour blanche sur case blanche h1 | Tour noire sur case blanche a8 · Cavalier noir sur case noire b8 · Fou noir sur case blanche b7 · Roi noir sur case noire e7 · Pion noir sur case blanche a6 · Pion noir sur case blanche e6 · Pion noir sur case noire f6 · Fou noir sur case noire h6 · Pion noir sur case blanche b5 · Pion noir sur case blanche g4 · Cavalier blanc sur case noire c3 · Pion blanc sur case blanche a2 · Pion blanc sur case noire b2 · Pion blanc sur case blanche c2 · Pion blanc sur case blanche g2 · Pion blanc sur case noire h2 · Roi blanc sur case noire c1 · Tour blanche sur case blanche d1 · Cavalier blanc sur case noire e1 · Tour blanche sur case blanche h1 | Tour noire sur case blanche a8 · Cavalier noir sur case noire b8 · Fou noir sur case blanche b7 · Roi noir sur case noire e7 · Pion noir sur case blanche a6 · Pion noir sur case blanche e6 · Pion noir sur case noire f6 · Fou noir sur case noire h6 · Pion noir sur case blanche b5 · Pion noir sur case blanche g4 · Cavalier blanc sur case noire c3 · Pion blanc sur case blanche a2 · Pion blanc sur case noire b2 · Pion blanc sur case blanche c2 · Pion blanc sur case blanche g2 · Pion blanc sur case noire h2 · Roi blanc sur case noire c1 · Tour blanche sur case blanche d1 · Cavalier blanc sur case noire e1 · Tour blanche sur case blanche h1 | Tour noire sur case blanche a8 · Cavalier noir sur case noire b8 · Fou noir sur case blanche b7 · Roi noir sur case noire e7 · Pion noir sur case blanche a6 · Pion noir sur case blanche e6 · Pion noir sur case noire f6 · Fou noir sur case noire h6 · Pion noir sur case blanche b5 · Pion noir sur case blanche g4 · Cavalier blanc sur case noire c3 · Pion blanc sur case blanche a2 · Pion blanc sur case noire b2 · Pion blanc sur case blanche c2 · Pion blanc sur case blanche g2 · Pion blanc sur case noire h2 · Roi blanc sur case noire c1 · Tour blanche sur case blanche d1 · Cavalier blanc sur case noire e1 · Tour blanche sur case blanche h1 | 7 |
| 6 | Tour noire sur case blanche a8 · Cavalier noir sur case noire b8 · Fou noir sur case blanche b7 · Roi noir sur case noire e7 · Pion noir sur case blanche a6 · Pion noir sur case blanche e6 · Pion noir sur case noire f6 · Fou noir sur case noire h6 · Pion noir sur case blanche b5 · Pion noir sur case blanche g4 · Cavalier blanc sur case noire c3 · Pion blanc sur case blanche a2 · Pion blanc sur case noire b2 · Pion blanc sur case blanche c2 · Pion blanc sur case blanche g2 · Pion blanc sur case noire h2 · Roi blanc sur case noire c1 · Tour blanche sur case blanche d1 · Cavalier blanc sur case noire e1 · Tour blanche sur case blanche h1 | Tour noire sur case blanche a8 · Cavalier noir sur case noire b8 · Fou noir sur case blanche b7 · Roi noir sur case noire e7 · Pion noir sur case blanche a6 · Pion noir sur case blanche e6 · Pion noir sur case noire f6 · Fou noir sur case noire h6 · Pion noir sur case blanche b5 · Pion noir sur case blanche g4 · Cavalier blanc sur case noire c3 · Pion blanc sur case blanche a2 · Pion blanc sur case noire b2 · Pion blanc sur case blanche c2 · Pion blanc sur case blanche g2 · Pion blanc sur case noire h2 · Roi blanc sur case noire c1 · Tour blanche sur case blanche d1 · Cavalier blanc sur case noire e1 · Tour blanche sur case blanche h1 | Tour noire sur case blanche a8 · Cavalier noir sur case noire b8 · Fou noir sur case blanche b7 · Roi noir sur case noire e7 · Pion noir sur case blanche a6 · Pion noir sur case blanche e6 · Pion noir sur case noire f6 · Fou noir sur case noire h6 · Pion noir sur case blanche b5 · Pion noir sur case blanche g4 · Cavalier blanc sur case noire c3 · Pion blanc sur case blanche a2 · Pion blanc sur case noire b2 · Pion blanc sur case blanche c2 · Pion blanc sur case blanche g2 · Pion blanc sur case noire h2 · Roi blanc sur case noire c1 · Tour blanche sur case blanche d1 · Cavalier blanc sur case noire e1 · Tour blanche sur case blanche h1 | Tour noire sur case blanche a8 · Cavalier noir sur case noire b8 · Fou noir sur case blanche b7 · Roi noir sur case noire e7 · Pion noir sur case blanche a6 · Pion noir sur case blanche e6 · Pion noir sur case noire f6 · Fou noir sur case noire h6 · Pion noir sur case blanche b5 · Pion noir sur case blanche g4 · Cavalier blanc sur case noire c3 · Pion blanc sur case blanche a2 · Pion blanc sur case noire b2 · Pion blanc sur case blanche c2 · Pion blanc sur case blanche g2 · Pion blanc sur case noire h2 · Roi blanc sur case noire c1 · Tour blanche sur case blanche d1 · Cavalier blanc sur case noire e1 · Tour blanche sur case blanche h1 | Tour noire sur case blanche a8 · Cavalier noir sur case noire b8 · Fou noir sur case blanche b7 · Roi noir sur case noire e7 · Pion noir sur case blanche a6 · Pion noir sur case blanche e6 · Pion noir sur case noire f6 · Fou noir sur case noire h6 · Pion noir sur case blanche b5 · Pion noir sur case blanche g4 · Cavalier blanc sur case noire c3 · Pion blanc sur case blanche a2 · Pion blanc sur case noire b2 · Pion blanc sur case blanche c2 · Pion blanc sur case blanche g2 · Pion blanc sur case noire h2 · Roi blanc sur case noire c1 · Tour blanche sur case blanche d1 · Cavalier blanc sur case noire e1 · Tour blanche sur case blanche h1 | Tour noire sur case blanche a8 · Cavalier noir sur case noire b8 · Fou noir sur case blanche b7 · Roi noir sur case noire e7 · Pion noir sur case blanche a6 · Pion noir sur case blanche e6 · Pion noir sur case noire f6 · Fou noir sur case noire h6 · Pion noir sur case blanche b5 · Pion noir sur case blanche g4 · Cavalier blanc sur case noire c3 · Pion blanc sur case blanche a2 · Pion blanc sur case noire b2 · Pion blanc sur case blanche c2 · Pion blanc sur case blanche g2 · Pion blanc sur case noire h2 · Roi blanc sur case noire c1 · Tour blanche sur case blanche d1 · Cavalier blanc sur case noire e1 · Tour blanche sur case blanche h1 | Tour noire sur case blanche a8 · Cavalier noir sur case noire b8 · Fou noir sur case blanche b7 · Roi noir sur case noire e7 · Pion noir sur case blanche a6 · Pion noir sur case blanche e6 · Pion noir sur case noire f6 · Fou noir sur case noire h6 · Pion noir sur case blanche b5 · Pion noir sur case blanche g4 · Cavalier blanc sur case noire c3 · Pion blanc sur case blanche a2 · Pion blanc sur case noire b2 · Pion blanc sur case blanche c2 · Pion blanc sur case blanche g2 · Pion blanc sur case noire h2 · Roi blanc sur case noire c1 · Tour blanche sur case blanche d1 · Cavalier blanc sur case noire e1 · Tour blanche sur case blanche h1 | Tour noire sur case blanche a8 · Cavalier noir sur case noire b8 · Fou noir sur case blanche b7 · Roi noir sur case noire e7 · Pion noir sur case blanche a6 · Pion noir sur case blanche e6 · Pion noir sur case noire f6 · Fou noir sur case noire h6 · Pion noir sur case blanche b5 · Pion noir sur case blanche g4 · Cavalier blanc sur case noire c3 · Pion blanc sur case blanche a2 · Pion blanc sur case noire b2 · Pion blanc sur case blanche c2 · Pion blanc sur case blanche g2 · Pion blanc sur case noire h2 · Roi blanc sur case noire c1 · Tour blanche sur case blanche d1 · Cavalier blanc sur case noire e1 · Tour blanche sur case blanche h1 | 6 |
| 5 | Tour noire sur case blanche a8 · Cavalier noir sur case noire b8 · Fou noir sur case blanche b7 · Roi noir sur case noire e7 · Pion noir sur case blanche a6 · Pion noir sur case blanche e6 · Pion noir sur case noire f6 · Fou noir sur case noire h6 · Pion noir sur case blanche b5 · Pion noir sur case blanche g4 · Cavalier blanc sur case noire c3 · Pion blanc sur case blanche a2 · Pion blanc sur case noire b2 · Pion blanc sur case blanche c2 · Pion blanc sur case blanche g2 · Pion blanc sur case noire h2 · Roi blanc sur case noire c1 · Tour blanche sur case blanche d1 · Cavalier blanc sur case noire e1 · Tour blanche sur case blanche h1 | Tour noire sur case blanche a8 · Cavalier noir sur case noire b8 · Fou noir sur case blanche b7 · Roi noir sur case noire e7 · Pion noir sur case blanche a6 · Pion noir sur case blanche e6 · Pion noir sur case noire f6 · Fou noir sur case noire h6 · Pion noir sur case blanche b5 · Pion noir sur case blanche g4 · Cavalier blanc sur case noire c3 · Pion blanc sur case blanche a2 · Pion blanc sur case noire b2 · Pion blanc sur case blanche c2 · Pion blanc sur case blanche g2 · Pion blanc sur case noire h2 · Roi blanc sur case noire c1 · Tour blanche sur case blanche d1 · Cavalier blanc sur case noire e1 · Tour blanche sur case blanche h1 | Tour noire sur case blanche a8 · Cavalier noir sur case noire b8 · Fou noir sur case blanche b7 · Roi noir sur case noire e7 · Pion noir sur case blanche a6 · Pion noir sur case blanche e6 · Pion noir sur case noire f6 · Fou noir sur case noire h6 · Pion noir sur case blanche b5 · Pion noir sur case blanche g4 · Cavalier blanc sur case noire c3 · Pion blanc sur case blanche a2 · Pion blanc sur case noire b2 · Pion blanc sur case blanche c2 · Pion blanc sur case blanche g2 · Pion blanc sur case noire h2 · Roi blanc sur case noire c1 · Tour blanche sur case blanche d1 · Cavalier blanc sur case noire e1 · Tour blanche sur case blanche h1 | Tour noire sur case blanche a8 · Cavalier noir sur case noire b8 · Fou noir sur case blanche b7 · Roi noir sur case noire e7 · Pion noir sur case blanche a6 · Pion noir sur case blanche e6 · Pion noir sur case noire f6 · Fou noir sur case noire h6 · Pion noir sur case blanche b5 · Pion noir sur case blanche g4 · Cavalier blanc sur case noire c3 · Pion blanc sur case blanche a2 · Pion blanc sur case noire b2 · Pion blanc sur case blanche c2 · Pion blanc sur case blanche g2 · Pion blanc sur case noire h2 · Roi blanc sur case noire c1 · Tour blanche sur case blanche d1 · Cavalier blanc sur case noire e1 · Tour blanche sur case blanche h1 | Tour noire sur case blanche a8 · Cavalier noir sur case noire b8 · Fou noir sur case blanche b7 · Roi noir sur case noire e7 · Pion noir sur case blanche a6 · Pion noir sur case blanche e6 · Pion noir sur case noire f6 · Fou noir sur case noire h6 · Pion noir sur case blanche b5 · Pion noir sur case blanche g4 · Cavalier blanc sur case noire c3 · Pion blanc sur case blanche a2 · Pion blanc sur case noire b2 · Pion blanc sur case blanche c2 · Pion blanc sur case blanche g2 · Pion blanc sur case noire h2 · Roi blanc sur case noire c1 · Tour blanche sur case blanche d1 · Cavalier blanc sur case noire e1 · Tour blanche sur case blanche h1 | Tour noire sur case blanche a8 · Cavalier noir sur case noire b8 · Fou noir sur case blanche b7 · Roi noir sur case noire e7 · Pion noir sur case blanche a6 · Pion noir sur case blanche e6 · Pion noir sur case noire f6 · Fou noir sur case noire h6 · Pion noir sur case blanche b5 · Pion noir sur case blanche g4 · Cavalier blanc sur case noire c3 · Pion blanc sur case blanche a2 · Pion blanc sur case noire b2 · Pion blanc sur case blanche c2 · Pion blanc sur case blanche g2 · Pion blanc sur case noire h2 · Roi blanc sur case noire c1 · Tour blanche sur case blanche d1 · Cavalier blanc sur case noire e1 · Tour blanche sur case blanche h1 | Tour noire sur case blanche a8 · Cavalier noir sur case noire b8 · Fou noir sur case blanche b7 · Roi noir sur case noire e7 · Pion noir sur case blanche a6 · Pion noir sur case blanche e6 · Pion noir sur case noire f6 · Fou noir sur case noire h6 · Pion noir sur case blanche b5 · Pion noir sur case blanche g4 · Cavalier blanc sur case noire c3 · Pion blanc sur case blanche a2 · Pion blanc sur case noire b2 · Pion blanc sur case blanche c2 · Pion blanc sur case blanche g2 · Pion blanc sur case noire h2 · Roi blanc sur case noire c1 · Tour blanche sur case blanche d1 · Cavalier blanc sur case noire e1 · Tour blanche sur case blanche h1 | Tour noire sur case blanche a8 · Cavalier noir sur case noire b8 · Fou noir sur case blanche b7 · Roi noir sur case noire e7 · Pion noir sur case blanche a6 · Pion noir sur case blanche e6 · Pion noir sur case noire f6 · Fou noir sur case noire h6 · Pion noir sur case blanche b5 · Pion noir sur case blanche g4 · Cavalier blanc sur case noire c3 · Pion blanc sur case blanche a2 · Pion blanc sur case noire b2 · Pion blanc sur case blanche c2 · Pion blanc sur case blanche g2 · Pion blanc sur case noire h2 · Roi blanc sur case noire c1 · Tour blanche sur case blanche d1 · Cavalier blanc sur case noire e1 · Tour blanche sur case blanche h1 | 5 |
| 4 | Tour noire sur case blanche a8 · Cavalier noir sur case noire b8 · Fou noir sur case blanche b7 · Roi noir sur case noire e7 · Pion noir sur case blanche a6 · Pion noir sur case blanche e6 · Pion noir sur case noire f6 · Fou noir sur case noire h6 · Pion noir sur case blanche b5 · Pion noir sur case blanche g4 · Cavalier blanc sur case noire c3 · Pion blanc sur case blanche a2 · Pion blanc sur case noire b2 · Pion blanc sur case blanche c2 · Pion blanc sur case blanche g2 · Pion blanc sur case noire h2 · Roi blanc sur case noire c1 · Tour blanche sur case blanche d1 · Cavalier blanc sur case noire e1 · Tour blanche sur case blanche h1 | Tour noire sur case blanche a8 · Cavalier noir sur case noire b8 · Fou noir sur case blanche b7 · Roi noir sur case noire e7 · Pion noir sur case blanche a6 · Pion noir sur case blanche e6 · Pion noir sur case noire f6 · Fou noir sur case noire h6 · Pion noir sur case blanche b5 · Pion noir sur case blanche g4 · Cavalier blanc sur case noire c3 · Pion blanc sur case blanche a2 · Pion blanc sur case noire b2 · Pion blanc sur case blanche c2 · Pion blanc sur case blanche g2 · Pion blanc sur case noire h2 · Roi blanc sur case noire c1 · Tour blanche sur case blanche d1 · Cavalier blanc sur case noire e1 · Tour blanche sur case blanche h1 | Tour noire sur case blanche a8 · Cavalier noir sur case noire b8 · Fou noir sur case blanche b7 · Roi noir sur case noire e7 · Pion noir sur case blanche a6 · Pion noir sur case blanche e6 · Pion noir sur case noire f6 · Fou noir sur case noire h6 · Pion noir sur case blanche b5 · Pion noir sur case blanche g4 · Cavalier blanc sur case noire c3 · Pion blanc sur case blanche a2 · Pion blanc sur case noire b2 · Pion blanc sur case blanche c2 · Pion blanc sur case blanche g2 · Pion blanc sur case noire h2 · Roi blanc sur case noire c1 · Tour blanche sur case blanche d1 · Cavalier blanc sur case noire e1 · Tour blanche sur case blanche h1 | Tour noire sur case blanche a8 · Cavalier noir sur case noire b8 · Fou noir sur case blanche b7 · Roi noir sur case noire e7 · Pion noir sur case blanche a6 · Pion noir sur case blanche e6 · Pion noir sur case noire f6 · Fou noir sur case noire h6 · Pion noir sur case blanche b5 · Pion noir sur case blanche g4 · Cavalier blanc sur case noire c3 · Pion blanc sur case blanche a2 · Pion blanc sur case noire b2 · Pion blanc sur case blanche c2 · Pion blanc sur case blanche g2 · Pion blanc sur case noire h2 · Roi blanc sur case noire c1 · Tour blanche sur case blanche d1 · Cavalier blanc sur case noire e1 · Tour blanche sur case blanche h1 | Tour noire sur case blanche a8 · Cavalier noir sur case noire b8 · Fou noir sur case blanche b7 · Roi noir sur case noire e7 · Pion noir sur case blanche a6 · Pion noir sur case blanche e6 · Pion noir sur case noire f6 · Fou noir sur case noire h6 · Pion noir sur case blanche b5 · Pion noir sur case blanche g4 · Cavalier blanc sur case noire c3 · Pion blanc sur case blanche a2 · Pion blanc sur case noire b2 · Pion blanc sur case blanche c2 · Pion blanc sur case blanche g2 · Pion blanc sur case noire h2 · Roi blanc sur case noire c1 · Tour blanche sur case blanche d1 · Cavalier blanc sur case noire e1 · Tour blanche sur case blanche h1 | Tour noire sur case blanche a8 · Cavalier noir sur case noire b8 · Fou noir sur case blanche b7 · Roi noir sur case noire e7 · Pion noir sur case blanche a6 · Pion noir sur case blanche e6 · Pion noir sur case noire f6 · Fou noir sur case noire h6 · Pion noir sur case blanche b5 · Pion noir sur case blanche g4 · Cavalier blanc sur case noire c3 · Pion blanc sur case blanche a2 · Pion blanc sur case noire b2 · Pion blanc sur case blanche c2 · Pion blanc sur case blanche g2 · Pion blanc sur case noire h2 · Roi blanc sur case noire c1 · Tour blanche sur case blanche d1 · Cavalier blanc sur case noire e1 · Tour blanche sur case blanche h1 | Tour noire sur case blanche a8 · Cavalier noir sur case noire b8 · Fou noir sur case blanche b7 · Roi noir sur case noire e7 · Pion noir sur case blanche a6 · Pion noir sur case blanche e6 · Pion noir sur case noire f6 · Fou noir sur case noire h6 · Pion noir sur case blanche b5 · Pion noir sur case blanche g4 · Cavalier blanc sur case noire c3 · Pion blanc sur case blanche a2 · Pion blanc sur case noire b2 · Pion blanc sur case blanche c2 · Pion blanc sur case blanche g2 · Pion blanc sur case noire h2 · Roi blanc sur case noire c1 · Tour blanche sur case blanche d1 · Cavalier blanc sur case noire e1 · Tour blanche sur case blanche h1 | Tour noire sur case blanche a8 · Cavalier noir sur case noire b8 · Fou noir sur case blanche b7 · Roi noir sur case noire e7 · Pion noir sur case blanche a6 · Pion noir sur case blanche e6 · Pion noir sur case noire f6 · Fou noir sur case noire h6 · Pion noir sur case blanche b5 · Pion noir sur case blanche g4 · Cavalier blanc sur case noire c3 · Pion blanc sur case blanche a2 · Pion blanc sur case noire b2 · Pion blanc sur case blanche c2 · Pion blanc sur case blanche g2 · Pion blanc sur case noire h2 · Roi blanc sur case noire c1 · Tour blanche sur case blanche d1 · Cavalier blanc sur case noire e1 · Tour blanche sur case blanche h1 | 4 |
| 3 | Tour noire sur case blanche a8 · Cavalier noir sur case noire b8 · Fou noir sur case blanche b7 · Roi noir sur case noire e7 · Pion noir sur case blanche a6 · Pion noir sur case blanche e6 · Pion noir sur case noire f6 · Fou noir sur case noire h6 · Pion noir sur case blanche b5 · Pion noir sur case blanche g4 · Cavalier blanc sur case noire c3 · Pion blanc sur case blanche a2 · Pion blanc sur case noire b2 · Pion blanc sur case blanche c2 · Pion blanc sur case blanche g2 · Pion blanc sur case noire h2 · Roi blanc sur case noire c1 · Tour blanche sur case blanche d1 · Cavalier blanc sur case noire e1 · Tour blanche sur case blanche h1 | Tour noire sur case blanche a8 · Cavalier noir sur case noire b8 · Fou noir sur case blanche b7 · Roi noir sur case noire e7 · Pion noir sur case blanche a6 · Pion noir sur case blanche e6 · Pion noir sur case noire f6 · Fou noir sur case noire h6 · Pion noir sur case blanche b5 · Pion noir sur case blanche g4 · Cavalier blanc sur case noire c3 · Pion blanc sur case blanche a2 · Pion blanc sur case noire b2 · Pion blanc sur case blanche c2 · Pion blanc sur case blanche g2 · Pion blanc sur case noire h2 · Roi blanc sur case noire c1 · Tour blanche sur case blanche d1 · Cavalier blanc sur case noire e1 · Tour blanche sur case blanche h1 | Tour noire sur case blanche a8 · Cavalier noir sur case noire b8 · Fou noir sur case blanche b7 · Roi noir sur case noire e7 · Pion noir sur case blanche a6 · Pion noir sur case blanche e6 · Pion noir sur case noire f6 · Fou noir sur case noire h6 · Pion noir sur case blanche b5 · Pion noir sur case blanche g4 · Cavalier blanc sur case noire c3 · Pion blanc sur case blanche a2 · Pion blanc sur case noire b2 · Pion blanc sur case blanche c2 · Pion blanc sur case blanche g2 · Pion blanc sur case noire h2 · Roi blanc sur case noire c1 · Tour blanche sur case blanche d1 · Cavalier blanc sur case noire e1 · Tour blanche sur case blanche h1 | Tour noire sur case blanche a8 · Cavalier noir sur case noire b8 · Fou noir sur case blanche b7 · Roi noir sur case noire e7 · Pion noir sur case blanche a6 · Pion noir sur case blanche e6 · Pion noir sur case noire f6 · Fou noir sur case noire h6 · Pion noir sur case blanche b5 · Pion noir sur case blanche g4 · Cavalier blanc sur case noire c3 · Pion blanc sur case blanche a2 · Pion blanc sur case noire b2 · Pion blanc sur case blanche c2 · Pion blanc sur case blanche g2 · Pion blanc sur case noire h2 · Roi blanc sur case noire c1 · Tour blanche sur case blanche d1 · Cavalier blanc sur case noire e1 · Tour blanche sur case blanche h1 | Tour noire sur case blanche a8 · Cavalier noir sur case noire b8 · Fou noir sur case blanche b7 · Roi noir sur case noire e7 · Pion noir sur case blanche a6 · Pion noir sur case blanche e6 · Pion noir sur case noire f6 · Fou noir sur case noire h6 · Pion noir sur case blanche b5 · Pion noir sur case blanche g4 · Cavalier blanc sur case noire c3 · Pion blanc sur case blanche a2 · Pion blanc sur case noire b2 · Pion blanc sur case blanche c2 · Pion blanc sur case blanche g2 · Pion blanc sur case noire h2 · Roi blanc sur case noire c1 · Tour blanche sur case blanche d1 · Cavalier blanc sur case noire e1 · Tour blanche sur case blanche h1 | Tour noire sur case blanche a8 · Cavalier noir sur case noire b8 · Fou noir sur case blanche b7 · Roi noir sur case noire e7 · Pion noir sur case blanche a6 · Pion noir sur case blanche e6 · Pion noir sur case noire f6 · Fou noir sur case noire h6 · Pion noir sur case blanche b5 · Pion noir sur case blanche g4 · Cavalier blanc sur case noire c3 · Pion blanc sur case blanche a2 · Pion blanc sur case noire b2 · Pion blanc sur case blanche c2 · Pion blanc sur case blanche g2 · Pion blanc sur case noire h2 · Roi blanc sur case noire c1 · Tour blanche sur case blanche d1 · Cavalier blanc sur case noire e1 · Tour blanche sur case blanche h1 | Tour noire sur case blanche a8 · Cavalier noir sur case noire b8 · Fou noir sur case blanche b7 · Roi noir sur case noire e7 · Pion noir sur case blanche a6 · Pion noir sur case blanche e6 · Pion noir sur case noire f6 · Fou noir sur case noire h6 · Pion noir sur case blanche b5 · Pion noir sur case blanche g4 · Cavalier blanc sur case noire c3 · Pion blanc sur case blanche a2 · Pion blanc sur case noire b2 · Pion blanc sur case blanche c2 · Pion blanc sur case blanche g2 · Pion blanc sur case noire h2 · Roi blanc sur case noire c1 · Tour blanche sur case blanche d1 · Cavalier blanc sur case noire e1 · Tour blanche sur case blanche h1 | Tour noire sur case blanche a8 · Cavalier noir sur case noire b8 · Fou noir sur case blanche b7 · Roi noir sur case noire e7 · Pion noir sur case blanche a6 · Pion noir sur case blanche e6 · Pion noir sur case noire f6 · Fou noir sur case noire h6 · Pion noir sur case blanche b5 · Pion noir sur case blanche g4 · Cavalier blanc sur case noire c3 · Pion blanc sur case blanche a2 · Pion blanc sur case noire b2 · Pion blanc sur case blanche c2 · Pion blanc sur case blanche g2 · Pion blanc sur case noire h2 · Roi blanc sur case noire c1 · Tour blanche sur case blanche d1 · Cavalier blanc sur case noire e1 · Tour blanche sur case blanche h1 | 3 |
| 2 | Tour noire sur case blanche a8 · Cavalier noir sur case noire b8 · Fou noir sur case blanche b7 · Roi noir sur case noire e7 · Pion noir sur case blanche a6 · Pion noir sur case blanche e6 · Pion noir sur case noire f6 · Fou noir sur case noire h6 · Pion noir sur case blanche b5 · Pion noir sur case blanche g4 · Cavalier blanc sur case noire c3 · Pion blanc sur case blanche a2 · Pion blanc sur case noire b2 · Pion blanc sur case blanche c2 · Pion blanc sur case blanche g2 · Pion blanc sur case noire h2 · Roi blanc sur case noire c1 · Tour blanche sur case blanche d1 · Cavalier blanc sur case noire e1 · Tour blanche sur case blanche h1 | Tour noire sur case blanche a8 · Cavalier noir sur case noire b8 · Fou noir sur case blanche b7 · Roi noir sur case noire e7 · Pion noir sur case blanche a6 · Pion noir sur case blanche e6 · Pion noir sur case noire f6 · Fou noir sur case noire h6 · Pion noir sur case blanche b5 · Pion noir sur case blanche g4 · Cavalier blanc sur case noire c3 · Pion blanc sur case blanche a2 · Pion blanc sur case noire b2 · Pion blanc sur case blanche c2 · Pion blanc sur case blanche g2 · Pion blanc sur case noire h2 · Roi blanc sur case noire c1 · Tour blanche sur case blanche d1 · Cavalier blanc sur case noire e1 · Tour blanche sur case blanche h1 | Tour noire sur case blanche a8 · Cavalier noir sur case noire b8 · Fou noir sur case blanche b7 · Roi noir sur case noire e7 · Pion noir sur case blanche a6 · Pion noir sur case blanche e6 · Pion noir sur case noire f6 · Fou noir sur case noire h6 · Pion noir sur case blanche b5 · Pion noir sur case blanche g4 · Cavalier blanc sur case noire c3 · Pion blanc sur case blanche a2 · Pion blanc sur case noire b2 · Pion blanc sur case blanche c2 · Pion blanc sur case blanche g2 · Pion blanc sur case noire h2 · Roi blanc sur case noire c1 · Tour blanche sur case blanche d1 · Cavalier blanc sur case noire e1 · Tour blanche sur case blanche h1 | Tour noire sur case blanche a8 · Cavalier noir sur case noire b8 · Fou noir sur case blanche b7 · Roi noir sur case noire e7 · Pion noir sur case blanche a6 · Pion noir sur case blanche e6 · Pion noir sur case noire f6 · Fou noir sur case noire h6 · Pion noir sur case blanche b5 · Pion noir sur case blanche g4 · Cavalier blanc sur case noire c3 · Pion blanc sur case blanche a2 · Pion blanc sur case noire b2 · Pion blanc sur case blanche c2 · Pion blanc sur case blanche g2 · Pion blanc sur case noire h2 · Roi blanc sur case noire c1 · Tour blanche sur case blanche d1 · Cavalier blanc sur case noire e1 · Tour blanche sur case blanche h1 | Tour noire sur case blanche a8 · Cavalier noir sur case noire b8 · Fou noir sur case blanche b7 · Roi noir sur case noire e7 · Pion noir sur case blanche a6 · Pion noir sur case blanche e6 · Pion noir sur case noire f6 · Fou noir sur case noire h6 · Pion noir sur case blanche b5 · Pion noir sur case blanche g4 · Cavalier blanc sur case noire c3 · Pion blanc sur case blanche a2 · Pion blanc sur case noire b2 · Pion blanc sur case blanche c2 · Pion blanc sur case blanche g2 · Pion blanc sur case noire h2 · Roi blanc sur case noire c1 · Tour blanche sur case blanche d1 · Cavalier blanc sur case noire e1 · Tour blanche sur case blanche h1 | Tour noire sur case blanche a8 · Cavalier noir sur case noire b8 · Fou noir sur case blanche b7 · Roi noir sur case noire e7 · Pion noir sur case blanche a6 · Pion noir sur case blanche e6 · Pion noir sur case noire f6 · Fou noir sur case noire h6 · Pion noir sur case blanche b5 · Pion noir sur case blanche g4 · Cavalier blanc sur case noire c3 · Pion blanc sur case blanche a2 · Pion blanc sur case noire b2 · Pion blanc sur case blanche c2 · Pion blanc sur case blanche g2 · Pion blanc sur case noire h2 · Roi blanc sur case noire c1 · Tour blanche sur case blanche d1 · Cavalier blanc sur case noire e1 · Tour blanche sur case blanche h1 | Tour noire sur case blanche a8 · Cavalier noir sur case noire b8 · Fou noir sur case blanche b7 · Roi noir sur case noire e7 · Pion noir sur case blanche a6 · Pion noir sur case blanche e6 · Pion noir sur case noire f6 · Fou noir sur case noire h6 · Pion noir sur case blanche b5 · Pion noir sur case blanche g4 · Cavalier blanc sur case noire c3 · Pion blanc sur case blanche a2 · Pion blanc sur case noire b2 · Pion blanc sur case blanche c2 · Pion blanc sur case blanche g2 · Pion blanc sur case noire h2 · Roi blanc sur case noire c1 · Tour blanche sur case blanche d1 · Cavalier blanc sur case noire e1 · Tour blanche sur case blanche h1 | Tour noire sur case blanche a8 · Cavalier noir sur case noire b8 · Fou noir sur case blanche b7 · Roi noir sur case noire e7 · Pion noir sur case blanche a6 · Pion noir sur case blanche e6 · Pion noir sur case noire f6 · Fou noir sur case noire h6 · Pion noir sur case blanche b5 · Pion noir sur case blanche g4 · Cavalier blanc sur case noire c3 · Pion blanc sur case blanche a2 · Pion blanc sur case noire b2 · Pion blanc sur case blanche c2 · Pion blanc sur case blanche g2 · Pion blanc sur case noire h2 · Roi blanc sur case noire c1 · Tour blanche sur case blanche d1 · Cavalier blanc sur case noire e1 · Tour blanche sur case blanche h1 | 2 |
| 1 | Tour noire sur case blanche a8 · Cavalier noir sur case noire b8 · Fou noir sur case blanche b7 · Roi noir sur case noire e7 · Pion noir sur case blanche a6 · Pion noir sur case blanche e6 · Pion noir sur case noire f6 · Fou noir sur case noire h6 · Pion noir sur case blanche b5 · Pion noir sur case blanche g4 · Cavalier blanc sur case noire c3 · Pion blanc sur case blanche a2 · Pion blanc sur case noire b2 · Pion blanc sur case blanche c2 · Pion blanc sur case blanche g2 · Pion blanc sur case noire h2 · Roi blanc sur case noire c1 · Tour blanche sur case blanche d1 · Cavalier blanc sur case noire e1 · Tour blanche sur case blanche h1 | Tour noire sur case blanche a8 · Cavalier noir sur case noire b8 · Fou noir sur case blanche b7 · Roi noir sur case noire e7 · Pion noir sur case blanche a6 · Pion noir sur case blanche e6 · Pion noir sur case noire f6 · Fou noir sur case noire h6 · Pion noir sur case blanche b5 · Pion noir sur case blanche g4 · Cavalier blanc sur case noire c3 · Pion blanc sur case blanche a2 · Pion blanc sur case noire b2 · Pion blanc sur case blanche c2 · Pion blanc sur case blanche g2 · Pion blanc sur case noire h2 · Roi blanc sur case noire c1 · Tour blanche sur case blanche d1 · Cavalier blanc sur case noire e1 · Tour blanche sur case blanche h1 | Tour noire sur case blanche a8 · Cavalier noir sur case noire b8 · Fou noir sur case blanche b7 · Roi noir sur case noire e7 · Pion noir sur case blanche a6 · Pion noir sur case blanche e6 · Pion noir sur case noire f6 · Fou noir sur case noire h6 · Pion noir sur case blanche b5 · Pion noir sur case blanche g4 · Cavalier blanc sur case noire c3 · Pion blanc sur case blanche a2 · Pion blanc sur case noire b2 · Pion blanc sur case blanche c2 · Pion blanc sur case blanche g2 · Pion blanc sur case noire h2 · Roi blanc sur case noire c1 · Tour blanche sur case blanche d1 · Cavalier blanc sur case noire e1 · Tour blanche sur case blanche h1 | Tour noire sur case blanche a8 · Cavalier noir sur case noire b8 · Fou noir sur case blanche b7 · Roi noir sur case noire e7 · Pion noir sur case blanche a6 · Pion noir sur case blanche e6 · Pion noir sur case noire f6 · Fou noir sur case noire h6 · Pion noir sur case blanche b5 · Pion noir sur case blanche g4 · Cavalier blanc sur case noire c3 · Pion blanc sur case blanche a2 · Pion blanc sur case noire b2 · Pion blanc sur case blanche c2 · Pion blanc sur case blanche g2 · Pion blanc sur case noire h2 · Roi blanc sur case noire c1 · Tour blanche sur case blanche d1 · Cavalier blanc sur case noire e1 · Tour blanche sur case blanche h1 | Tour noire sur case blanche a8 · Cavalier noir sur case noire b8 · Fou noir sur case blanche b7 · Roi noir sur case noire e7 · Pion noir sur case blanche a6 · Pion noir sur case blanche e6 · Pion noir sur case noire f6 · Fou noir sur case noire h6 · Pion noir sur case blanche b5 · Pion noir sur case blanche g4 · Cavalier blanc sur case noire c3 · Pion blanc sur case blanche a2 · Pion blanc sur case noire b2 · Pion blanc sur case blanche c2 · Pion blanc sur case blanche g2 · Pion blanc sur case noire h2 · Roi blanc sur case noire c1 · Tour blanche sur case blanche d1 · Cavalier blanc sur case noire e1 · Tour blanche sur case blanche h1 | Tour noire sur case blanche a8 · Cavalier noir sur case noire b8 · Fou noir sur case blanche b7 · Roi noir sur case noire e7 · Pion noir sur case blanche a6 · Pion noir sur case blanche e6 · Pion noir sur case noire f6 · Fou noir sur case noire h6 · Pion noir sur case blanche b5 · Pion noir sur case blanche g4 · Cavalier blanc sur case noire c3 · Pion blanc sur case blanche a2 · Pion blanc sur case noire b2 · Pion blanc sur case blanche c2 · Pion blanc sur case blanche g2 · Pion blanc sur case noire h2 · Roi blanc sur case noire c1 · Tour blanche sur case blanche d1 · Cavalier blanc sur case noire e1 · Tour blanche sur case blanche h1 | Tour noire sur case blanche a8 · Cavalier noir sur case noire b8 · Fou noir sur case blanche b7 · Roi noir sur case noire e7 · Pion noir sur case blanche a6 · Pion noir sur case blanche e6 · Pion noir sur case noire f6 · Fou noir sur case noire h6 · Pion noir sur case blanche b5 · Pion noir sur case blanche g4 · Cavalier blanc sur case noire c3 · Pion blanc sur case blanche a2 · Pion blanc sur case noire b2 · Pion blanc sur case blanche c2 · Pion blanc sur case blanche g2 · Pion blanc sur case noire h2 · Roi blanc sur case noire c1 · Tour blanche sur case blanche d1 · Cavalier blanc sur case noire e1 · Tour blanche sur case blanche h1 | Tour noire sur case blanche a8 · Cavalier noir sur case noire b8 · Fou noir sur case blanche b7 · Roi noir sur case noire e7 · Pion noir sur case blanche a6 · Pion noir sur case blanche e6 · Pion noir sur case noire f6 · Fou noir sur case noire h6 · Pion noir sur case blanche b5 · Pion noir sur case blanche g4 · Cavalier blanc sur case noire c3 · Pion blanc sur case blanche a2 · Pion blanc sur case noire b2 · Pion blanc sur case blanche c2 · Pion blanc sur case blanche g2 · Pion blanc sur case noire h2 · Roi blanc sur case noire c1 · Tour blanche sur case blanche d1 · Cavalier blanc sur case noire e1 · Tour blanche sur case blanche h1 | 1 |
|   | a | b | c | d | e | f | g | h |   |

Un milieu de partie relativement intéressant a été atteint. Les Blancs ont l'avantage matériel tandis que les Noirs compensent par deux fous actifs dont les diagonales sont ouvertes.

## Fous de couleurs opposées
|   | a | b | c | d | e | f | g | h |   |
| 8 | Tour noire sur case blanche a8 · Fou noir sur case blanche c8 · Dame noire sur case noire d8 · Roi noir sur case blanche e8 · Tour noire sur case noire h8 · Pion noir sur case noire a7 · Pion noir sur case blanche b7 · Pion noir sur case blanche f7 · Pion noir sur case noire g7 · Pion noir sur case blanche h7 · Pion noir sur case blanche d5 · Cavalier blanc sur case noire d4 · Pion noir sur case blanche e4 · Pion blanc sur case blanche b3 · Pion blanc sur case noire e3 · Pion blanc sur case blanche a2 · Fou blanc sur case noire b2 · Pion blanc sur case noire d2 · Pion blanc sur case noire f2 · Pion blanc sur case blanche g2 · Pion blanc sur case noire h2 · Dame blanche sur case blanche d1 · Tour blanche sur case blanche f1 · Roi blanc sur case noire g1 | Tour noire sur case blanche a8 · Fou noir sur case blanche c8 · Dame noire sur case noire d8 · Roi noir sur case blanche e8 · Tour noire sur case noire h8 · Pion noir sur case noire a7 · Pion noir sur case blanche b7 · Pion noir sur case blanche f7 · Pion noir sur case noire g7 · Pion noir sur case blanche h7 · Pion noir sur case blanche d5 · Cavalier blanc sur case noire d4 · Pion noir sur case blanche e4 · Pion blanc sur case blanche b3 · Pion blanc sur case noire e3 · Pion blanc sur case blanche a2 · Fou blanc sur case noire b2 · Pion blanc sur case noire d2 · Pion blanc sur case noire f2 · Pion blanc sur case blanche g2 · Pion blanc sur case noire h2 · Dame blanche sur case blanche d1 · Tour blanche sur case blanche f1 · Roi blanc sur case noire g1 | Tour noire sur case blanche a8 · Fou noir sur case blanche c8 · Dame noire sur case noire d8 · Roi noir sur case blanche e8 · Tour noire sur case noire h8 · Pion noir sur case noire a7 · Pion noir sur case blanche b7 · Pion noir sur case blanche f7 · Pion noir sur case noire g7 · Pion noir sur case blanche h7 · Pion noir sur case blanche d5 · Cavalier blanc sur case noire d4 · Pion noir sur case blanche e4 · Pion blanc sur case blanche b3 · Pion blanc sur case noire e3 · Pion blanc sur case blanche a2 · Fou blanc sur case noire b2 · Pion blanc sur case noire d2 · Pion blanc sur case noire f2 · Pion blanc sur case blanche g2 · Pion blanc sur case noire h2 · Dame blanche sur case blanche d1 · Tour blanche sur case blanche f1 · Roi blanc sur case noire g1 | Tour noire sur case blanche a8 · Fou noir sur case blanche c8 · Dame noire sur case noire d8 · Roi noir sur case blanche e8 · Tour noire sur case noire h8 · Pion noir sur case noire a7 · Pion noir sur case blanche b7 · Pion noir sur case blanche f7 · Pion noir sur case noire g7 · Pion noir sur case blanche h7 · Pion noir sur case blanche d5 · Cavalier blanc sur case noire d4 · Pion noir sur case blanche e4 · Pion blanc sur case blanche b3 · Pion blanc sur case noire e3 · Pion blanc sur case blanche a2 · Fou blanc sur case noire b2 · Pion blanc sur case noire d2 · Pion blanc sur case noire f2 · Pion blanc sur case blanche g2 · Pion blanc sur case noire h2 · Dame blanche sur case blanche d1 · Tour blanche sur case blanche f1 · Roi blanc sur case noire g1 | Tour noire sur case blanche a8 · Fou noir sur case blanche c8 · Dame noire sur case noire d8 · Roi noir sur case blanche e8 · Tour noire sur case noire h8 · Pion noir sur case noire a7 · Pion noir sur case blanche b7 · Pion noir sur case blanche f7 · Pion noir sur case noire g7 · Pion noir sur case blanche h7 · Pion noir sur case blanche d5 · Cavalier blanc sur case noire d4 · Pion noir sur case blanche e4 · Pion blanc sur case blanche b3 · Pion blanc sur case noire e3 · Pion blanc sur case blanche a2 · Fou blanc sur case noire b2 · Pion blanc sur case noire d2 · Pion blanc sur case noire f2 · Pion blanc sur case blanche g2 · Pion blanc sur case noire h2 · Dame blanche sur case blanche d1 · Tour blanche sur case blanche f1 · Roi blanc sur case noire g1 | Tour noire sur case blanche a8 · Fou noir sur case blanche c8 · Dame noire sur case noire d8 · Roi noir sur case blanche e8 · Tour noire sur case noire h8 · Pion noir sur case noire a7 · Pion noir sur case blanche b7 · Pion noir sur case blanche f7 · Pion noir sur case noire g7 · Pion noir sur case blanche h7 · Pion noir sur case blanche d5 · Cavalier blanc sur case noire d4 · Pion noir sur case blanche e4 · Pion blanc sur case blanche b3 · Pion blanc sur case noire e3 · Pion blanc sur case blanche a2 · Fou blanc sur case noire b2 · Pion blanc sur case noire d2 · Pion blanc sur case noire f2 · Pion blanc sur case blanche g2 · Pion blanc sur case noire h2 · Dame blanche sur case blanche d1 · Tour blanche sur case blanche f1 · Roi blanc sur case noire g1 | Tour noire sur case blanche a8 · Fou noir sur case blanche c8 · Dame noire sur case noire d8 · Roi noir sur case blanche e8 · Tour noire sur case noire h8 · Pion noir sur case noire a7 · Pion noir sur case blanche b7 · Pion noir sur case blanche f7 · Pion noir sur case noire g7 · Pion noir sur case blanche h7 · Pion noir sur case blanche d5 · Cavalier blanc sur case noire d4 · Pion noir sur case blanche e4 · Pion blanc sur case blanche b3 · Pion blanc sur case noire e3 · Pion blanc sur case blanche a2 · Fou blanc sur case noire b2 · Pion blanc sur case noire d2 · Pion blanc sur case noire f2 · Pion blanc sur case blanche g2 · Pion blanc sur case noire h2 · Dame blanche sur case blanche d1 · Tour blanche sur case blanche f1 · Roi blanc sur case noire g1 | Tour noire sur case blanche a8 · Fou noir sur case blanche c8 · Dame noire sur case noire d8 · Roi noir sur case blanche e8 · Tour noire sur case noire h8 · Pion noir sur case noire a7 · Pion noir sur case blanche b7 · Pion noir sur case blanche f7 · Pion noir sur case noire g7 · Pion noir sur case blanche h7 · Pion noir sur case blanche d5 · Cavalier blanc sur case noire d4 · Pion noir sur case blanche e4 · Pion blanc sur case blanche b3 · Pion blanc sur case noire e3 · Pion blanc sur case blanche a2 · Fou blanc sur case noire b2 · Pion blanc sur case noire d2 · Pion blanc sur case noire f2 · Pion blanc sur case blanche g2 · Pion blanc sur case noire h2 · Dame blanche sur case blanche d1 · Tour blanche sur case blanche f1 · Roi blanc sur case noire g1 | 8 |
| 7 | Tour noire sur case blanche a8 · Fou noir sur case blanche c8 · Dame noire sur case noire d8 · Roi noir sur case blanche e8 · Tour noire sur case noire h8 · Pion noir sur case noire a7 · Pion noir sur case blanche b7 · Pion noir sur case blanche f7 · Pion noir sur case noire g7 · Pion noir sur case blanche h7 · Pion noir sur case blanche d5 · Cavalier blanc sur case noire d4 · Pion noir sur case blanche e4 · Pion blanc sur case blanche b3 · Pion blanc sur case noire e3 · Pion blanc sur case blanche a2 · Fou blanc sur case noire b2 · Pion blanc sur case noire d2 · Pion blanc sur case noire f2 · Pion blanc sur case blanche g2 · Pion blanc sur case noire h2 · Dame blanche sur case blanche d1 · Tour blanche sur case blanche f1 · Roi blanc sur case noire g1 | Tour noire sur case blanche a8 · Fou noir sur case blanche c8 · Dame noire sur case noire d8 · Roi noir sur case blanche e8 · Tour noire sur case noire h8 · Pion noir sur case noire a7 · Pion noir sur case blanche b7 · Pion noir sur case blanche f7 · Pion noir sur case noire g7 · Pion noir sur case blanche h7 · Pion noir sur case blanche d5 · Cavalier blanc sur case noire d4 · Pion noir sur case blanche e4 · Pion blanc sur case blanche b3 · Pion blanc sur case noire e3 · Pion blanc sur case blanche a2 · Fou blanc sur case noire b2 · Pion blanc sur case noire d2 · Pion blanc sur case noire f2 · Pion blanc sur case blanche g2 · Pion blanc sur case noire h2 · Dame blanche sur case blanche d1 · Tour blanche sur case blanche f1 · Roi blanc sur case noire g1 | Tour noire sur case blanche a8 · Fou noir sur case blanche c8 · Dame noire sur case noire d8 · Roi noir sur case blanche e8 · Tour noire sur case noire h8 · Pion noir sur case noire a7 · Pion noir sur case blanche b7 · Pion noir sur case blanche f7 · Pion noir sur case noire g7 · Pion noir sur case blanche h7 · Pion noir sur case blanche d5 · Cavalier blanc sur case noire d4 · Pion noir sur case blanche e4 · Pion blanc sur case blanche b3 · Pion blanc sur case noire e3 · Pion blanc sur case blanche a2 · Fou blanc sur case noire b2 · Pion blanc sur case noire d2 · Pion blanc sur case noire f2 · Pion blanc sur case blanche g2 · Pion blanc sur case noire h2 · Dame blanche sur case blanche d1 · Tour blanche sur case blanche f1 · Roi blanc sur case noire g1 | Tour noire sur case blanche a8 · Fou noir sur case blanche c8 · Dame noire sur case noire d8 · Roi noir sur case blanche e8 · Tour noire sur case noire h8 · Pion noir sur case noire a7 · Pion noir sur case blanche b7 · Pion noir sur case blanche f7 · Pion noir sur case noire g7 · Pion noir sur case blanche h7 · Pion noir sur case blanche d5 · Cavalier blanc sur case noire d4 · Pion noir sur case blanche e4 · Pion blanc sur case blanche b3 · Pion blanc sur case noire e3 · Pion blanc sur case blanche a2 · Fou blanc sur case noire b2 · Pion blanc sur case noire d2 · Pion blanc sur case noire f2 · Pion blanc sur case blanche g2 · Pion blanc sur case noire h2 · Dame blanche sur case blanche d1 · Tour blanche sur case blanche f1 · Roi blanc sur case noire g1 | Tour noire sur case blanche a8 · Fou noir sur case blanche c8 · Dame noire sur case noire d8 · Roi noir sur case blanche e8 · Tour noire sur case noire h8 · Pion noir sur case noire a7 · Pion noir sur case blanche b7 · Pion noir sur case blanche f7 · Pion noir sur case noire g7 · Pion noir sur case blanche h7 · Pion noir sur case blanche d5 · Cavalier blanc sur case noire d4 · Pion noir sur case blanche e4 · Pion blanc sur case blanche b3 · Pion blanc sur case noire e3 · Pion blanc sur case blanche a2 · Fou blanc sur case noire b2 · Pion blanc sur case noire d2 · Pion blanc sur case noire f2 · Pion blanc sur case blanche g2 · Pion blanc sur case noire h2 · Dame blanche sur case blanche d1 · Tour blanche sur case blanche f1 · Roi blanc sur case noire g1 | Tour noire sur case blanche a8 · Fou noir sur case blanche c8 · Dame noire sur case noire d8 · Roi noir sur case blanche e8 · Tour noire sur case noire h8 · Pion noir sur case noire a7 · Pion noir sur case blanche b7 · Pion noir sur case blanche f7 · Pion noir sur case noire g7 · Pion noir sur case blanche h7 · Pion noir sur case blanche d5 · Cavalier blanc sur case noire d4 · Pion noir sur case blanche e4 · Pion blanc sur case blanche b3 · Pion blanc sur case noire e3 · Pion blanc sur case blanche a2 · Fou blanc sur case noire b2 · Pion blanc sur case noire d2 · Pion blanc sur case noire f2 · Pion blanc sur case blanche g2 · Pion blanc sur case noire h2 · Dame blanche sur case blanche d1 · Tour blanche sur case blanche f1 · Roi blanc sur case noire g1 | Tour noire sur case blanche a8 · Fou noir sur case blanche c8 · Dame noire sur case noire d8 · Roi noir sur case blanche e8 · Tour noire sur case noire h8 · Pion noir sur case noire a7 · Pion noir sur case blanche b7 · Pion noir sur case blanche f7 · Pion noir sur case noire g7 · Pion noir sur case blanche h7 · Pion noir sur case blanche d5 · Cavalier blanc sur case noire d4 · Pion noir sur case blanche e4 · Pion blanc sur case blanche b3 · Pion blanc sur case noire e3 · Pion blanc sur case blanche a2 · Fou blanc sur case noire b2 · Pion blanc sur case noire d2 · Pion blanc sur case noire f2 · Pion blanc sur case blanche g2 · Pion blanc sur case noire h2 · Dame blanche sur case blanche d1 · Tour blanche sur case blanche f1 · Roi blanc sur case noire g1 | Tour noire sur case blanche a8 · Fou noir sur case blanche c8 · Dame noire sur case noire d8 · Roi noir sur case blanche e8 · Tour noire sur case noire h8 · Pion noir sur case noire a7 · Pion noir sur case blanche b7 · Pion noir sur case blanche f7 · Pion noir sur case noire g7 · Pion noir sur case blanche h7 · Pion noir sur case blanche d5 · Cavalier blanc sur case noire d4 · Pion noir sur case blanche e4 · Pion blanc sur case blanche b3 · Pion blanc sur case noire e3 · Pion blanc sur case blanche a2 · Fou blanc sur case noire b2 · Pion blanc sur case noire d2 · Pion blanc sur case noire f2 · Pion blanc sur case blanche g2 · Pion blanc sur case noire h2 · Dame blanche sur case blanche d1 · Tour blanche sur case blanche f1 · Roi blanc sur case noire g1 | 7 |
| 6 | Tour noire sur case blanche a8 · Fou noir sur case blanche c8 · Dame noire sur case noire d8 · Roi noir sur case blanche e8 · Tour noire sur case noire h8 · Pion noir sur case noire a7 · Pion noir sur case blanche b7 · Pion noir sur case blanche f7 · Pion noir sur case noire g7 · Pion noir sur case blanche h7 · Pion noir sur case blanche d5 · Cavalier blanc sur case noire d4 · Pion noir sur case blanche e4 · Pion blanc sur case blanche b3 · Pion blanc sur case noire e3 · Pion blanc sur case blanche a2 · Fou blanc sur case noire b2 · Pion blanc sur case noire d2 · Pion blanc sur case noire f2 · Pion blanc sur case blanche g2 · Pion blanc sur case noire h2 · Dame blanche sur case blanche d1 · Tour blanche sur case blanche f1 · Roi blanc sur case noire g1 | Tour noire sur case blanche a8 · Fou noir sur case blanche c8 · Dame noire sur case noire d8 · Roi noir sur case blanche e8 · Tour noire sur case noire h8 · Pion noir sur case noire a7 · Pion noir sur case blanche b7 · Pion noir sur case blanche f7 · Pion noir sur case noire g7 · Pion noir sur case blanche h7 · Pion noir sur case blanche d5 · Cavalier blanc sur case noire d4 · Pion noir sur case blanche e4 · Pion blanc sur case blanche b3 · Pion blanc sur case noire e3 · Pion blanc sur case blanche a2 · Fou blanc sur case noire b2 · Pion blanc sur case noire d2 · Pion blanc sur case noire f2 · Pion blanc sur case blanche g2 · Pion blanc sur case noire h2 · Dame blanche sur case blanche d1 · Tour blanche sur case blanche f1 · Roi blanc sur case noire g1 | Tour noire sur case blanche a8 · Fou noir sur case blanche c8 · Dame noire sur case noire d8 · Roi noir sur case blanche e8 · Tour noire sur case noire h8 · Pion noir sur case noire a7 · Pion noir sur case blanche b7 · Pion noir sur case blanche f7 · Pion noir sur case noire g7 · Pion noir sur case blanche h7 · Pion noir sur case blanche d5 · Cavalier blanc sur case noire d4 · Pion noir sur case blanche e4 · Pion blanc sur case blanche b3 · Pion blanc sur case noire e3 · Pion blanc sur case blanche a2 · Fou blanc sur case noire b2 · Pion blanc sur case noire d2 · Pion blanc sur case noire f2 · Pion blanc sur case blanche g2 · Pion blanc sur case noire h2 · Dame blanche sur case blanche d1 · Tour blanche sur case blanche f1 · Roi blanc sur case noire g1 | Tour noire sur case blanche a8 · Fou noir sur case blanche c8 · Dame noire sur case noire d8 · Roi noir sur case blanche e8 · Tour noire sur case noire h8 · Pion noir sur case noire a7 · Pion noir sur case blanche b7 · Pion noir sur case blanche f7 · Pion noir sur case noire g7 · Pion noir sur case blanche h7 · Pion noir sur case blanche d5 · Cavalier blanc sur case noire d4 · Pion noir sur case blanche e4 · Pion blanc sur case blanche b3 · Pion blanc sur case noire e3 · Pion blanc sur case blanche a2 · Fou blanc sur case noire b2 · Pion blanc sur case noire d2 · Pion blanc sur case noire f2 · Pion blanc sur case blanche g2 · Pion blanc sur case noire h2 · Dame blanche sur case blanche d1 · Tour blanche sur case blanche f1 · Roi blanc sur case noire g1 | Tour noire sur case blanche a8 · Fou noir sur case blanche c8 · Dame noire sur case noire d8 · Roi noir sur case blanche e8 · Tour noire sur case noire h8 · Pion noir sur case noire a7 · Pion noir sur case blanche b7 · Pion noir sur case blanche f7 · Pion noir sur case noire g7 · Pion noir sur case blanche h7 · Pion noir sur case blanche d5 · Cavalier blanc sur case noire d4 · Pion noir sur case blanche e4 · Pion blanc sur case blanche b3 · Pion blanc sur case noire e3 · Pion blanc sur case blanche a2 · Fou blanc sur case noire b2 · Pion blanc sur case noire d2 · Pion blanc sur case noire f2 · Pion blanc sur case blanche g2 · Pion blanc sur case noire h2 · Dame blanche sur case blanche d1 · Tour blanche sur case blanche f1 · Roi blanc sur case noire g1 | Tour noire sur case blanche a8 · Fou noir sur case blanche c8 · Dame noire sur case noire d8 · Roi noir sur case blanche e8 · Tour noire sur case noire h8 · Pion noir sur case noire a7 · Pion noir sur case blanche b7 · Pion noir sur case blanche f7 · Pion noir sur case noire g7 · Pion noir sur case blanche h7 · Pion noir sur case blanche d5 · Cavalier blanc sur case noire d4 · Pion noir sur case blanche e4 · Pion blanc sur case blanche b3 · Pion blanc sur case noire e3 · Pion blanc sur case blanche a2 · Fou blanc sur case noire b2 · Pion blanc sur case noire d2 · Pion blanc sur case noire f2 · Pion blanc sur case blanche g2 · Pion blanc sur case noire h2 · Dame blanche sur case blanche d1 · Tour blanche sur case blanche f1 · Roi blanc sur case noire g1 | Tour noire sur case blanche a8 · Fou noir sur case blanche c8 · Dame noire sur case noire d8 · Roi noir sur case blanche e8 · Tour noire sur case noire h8 · Pion noir sur case noire a7 · Pion noir sur case blanche b7 · Pion noir sur case blanche f7 · Pion noir sur case noire g7 · Pion noir sur case blanche h7 · Pion noir sur case blanche d5 · Cavalier blanc sur case noire d4 · Pion noir sur case blanche e4 · Pion blanc sur case blanche b3 · Pion blanc sur case noire e3 · Pion blanc sur case blanche a2 · Fou blanc sur case noire b2 · Pion blanc sur case noire d2 · Pion blanc sur case noire f2 · Pion blanc sur case blanche g2 · Pion blanc sur case noire h2 · Dame blanche sur case blanche d1 · Tour blanche sur case blanche f1 · Roi blanc sur case noire g1 | Tour noire sur case blanche a8 · Fou noir sur case blanche c8 · Dame noire sur case noire d8 · Roi noir sur case blanche e8 · Tour noire sur case noire h8 · Pion noir sur case noire a7 · Pion noir sur case blanche b7 · Pion noir sur case blanche f7 · Pion noir sur case noire g7 · Pion noir sur case blanche h7 · Pion noir sur case blanche d5 · Cavalier blanc sur case noire d4 · Pion noir sur case blanche e4 · Pion blanc sur case blanche b3 · Pion blanc sur case noire e3 · Pion blanc sur case blanche a2 · Fou blanc sur case noire b2 · Pion blanc sur case noire d2 · Pion blanc sur case noire f2 · Pion blanc sur case blanche g2 · Pion blanc sur case noire h2 · Dame blanche sur case blanche d1 · Tour blanche sur case blanche f1 · Roi blanc sur case noire g1 | 6 |
| 5 | Tour noire sur case blanche a8 · Fou noir sur case blanche c8 · Dame noire sur case noire d8 · Roi noir sur case blanche e8 · Tour noire sur case noire h8 · Pion noir sur case noire a7 · Pion noir sur case blanche b7 · Pion noir sur case blanche f7 · Pion noir sur case noire g7 · Pion noir sur case blanche h7 · Pion noir sur case blanche d5 · Cavalier blanc sur case noire d4 · Pion noir sur case blanche e4 · Pion blanc sur case blanche b3 · Pion blanc sur case noire e3 · Pion blanc sur case blanche a2 · Fou blanc sur case noire b2 · Pion blanc sur case noire d2 · Pion blanc sur case noire f2 · Pion blanc sur case blanche g2 · Pion blanc sur case noire h2 · Dame blanche sur case blanche d1 · Tour blanche sur case blanche f1 · Roi blanc sur case noire g1 | Tour noire sur case blanche a8 · Fou noir sur case blanche c8 · Dame noire sur case noire d8 · Roi noir sur case blanche e8 · Tour noire sur case noire h8 · Pion noir sur case noire a7 · Pion noir sur case blanche b7 · Pion noir sur case blanche f7 · Pion noir sur case noire g7 · Pion noir sur case blanche h7 · Pion noir sur case blanche d5 · Cavalier blanc sur case noire d4 · Pion noir sur case blanche e4 · Pion blanc sur case blanche b3 · Pion blanc sur case noire e3 · Pion blanc sur case blanche a2 · Fou blanc sur case noire b2 · Pion blanc sur case noire d2 · Pion blanc sur case noire f2 · Pion blanc sur case blanche g2 · Pion blanc sur case noire h2 · Dame blanche sur case blanche d1 · Tour blanche sur case blanche f1 · Roi blanc sur case noire g1 | Tour noire sur case blanche a8 · Fou noir sur case blanche c8 · Dame noire sur case noire d8 · Roi noir sur case blanche e8 · Tour noire sur case noire h8 · Pion noir sur case noire a7 · Pion noir sur case blanche b7 · Pion noir sur case blanche f7 · Pion noir sur case noire g7 · Pion noir sur case blanche h7 · Pion noir sur case blanche d5 · Cavalier blanc sur case noire d4 · Pion noir sur case blanche e4 · Pion blanc sur case blanche b3 · Pion blanc sur case noire e3 · Pion blanc sur case blanche a2 · Fou blanc sur case noire b2 · Pion blanc sur case noire d2 · Pion blanc sur case noire f2 · Pion blanc sur case blanche g2 · Pion blanc sur case noire h2 · Dame blanche sur case blanche d1 · Tour blanche sur case blanche f1 · Roi blanc sur case noire g1 | Tour noire sur case blanche a8 · Fou noir sur case blanche c8 · Dame noire sur case noire d8 · Roi noir sur case blanche e8 · Tour noire sur case noire h8 · Pion noir sur case noire a7 · Pion noir sur case blanche b7 · Pion noir sur case blanche f7 · Pion noir sur case noire g7 · Pion noir sur case blanche h7 · Pion noir sur case blanche d5 · Cavalier blanc sur case noire d4 · Pion noir sur case blanche e4 · Pion blanc sur case blanche b3 · Pion blanc sur case noire e3 · Pion blanc sur case blanche a2 · Fou blanc sur case noire b2 · Pion blanc sur case noire d2 · Pion blanc sur case noire f2 · Pion blanc sur case blanche g2 · Pion blanc sur case noire h2 · Dame blanche sur case blanche d1 · Tour blanche sur case blanche f1 · Roi blanc sur case noire g1 | Tour noire sur case blanche a8 · Fou noir sur case blanche c8 · Dame noire sur case noire d8 · Roi noir sur case blanche e8 · Tour noire sur case noire h8 · Pion noir sur case noire a7 · Pion noir sur case blanche b7 · Pion noir sur case blanche f7 · Pion noir sur case noire g7 · Pion noir sur case blanche h7 · Pion noir sur case blanche d5 · Cavalier blanc sur case noire d4 · Pion noir sur case blanche e4 · Pion blanc sur case blanche b3 · Pion blanc sur case noire e3 · Pion blanc sur case blanche a2 · Fou blanc sur case noire b2 · Pion blanc sur case noire d2 · Pion blanc sur case noire f2 · Pion blanc sur case blanche g2 · Pion blanc sur case noire h2 · Dame blanche sur case blanche d1 · Tour blanche sur case blanche f1 · Roi blanc sur case noire g1 | Tour noire sur case blanche a8 · Fou noir sur case blanche c8 · Dame noire sur case noire d8 · Roi noir sur case blanche e8 · Tour noire sur case noire h8 · Pion noir sur case noire a7 · Pion noir sur case blanche b7 · Pion noir sur case blanche f7 · Pion noir sur case noire g7 · Pion noir sur case blanche h7 · Pion noir sur case blanche d5 · Cavalier blanc sur case noire d4 · Pion noir sur case blanche e4 · Pion blanc sur case blanche b3 · Pion blanc sur case noire e3 · Pion blanc sur case blanche a2 · Fou blanc sur case noire b2 · Pion blanc sur case noire d2 · Pion blanc sur case noire f2 · Pion blanc sur case blanche g2 · Pion blanc sur case noire h2 · Dame blanche sur case blanche d1 · Tour blanche sur case blanche f1 · Roi blanc sur case noire g1 | Tour noire sur case blanche a8 · Fou noir sur case blanche c8 · Dame noire sur case noire d8 · Roi noir sur case blanche e8 · Tour noire sur case noire h8 · Pion noir sur case noire a7 · Pion noir sur case blanche b7 · Pion noir sur case blanche f7 · Pion noir sur case noire g7 · Pion noir sur case blanche h7 · Pion noir sur case blanche d5 · Cavalier blanc sur case noire d4 · Pion noir sur case blanche e4 · Pion blanc sur case blanche b3 · Pion blanc sur case noire e3 · Pion blanc sur case blanche a2 · Fou blanc sur case noire b2 · Pion blanc sur case noire d2 · Pion blanc sur case noire f2 · Pion blanc sur case blanche g2 · Pion blanc sur case noire h2 · Dame blanche sur case blanche d1 · Tour blanche sur case blanche f1 · Roi blanc sur case noire g1 | Tour noire sur case blanche a8 · Fou noir sur case blanche c8 · Dame noire sur case noire d8 · Roi noir sur case blanche e8 · Tour noire sur case noire h8 · Pion noir sur case noire a7 · Pion noir sur case blanche b7 · Pion noir sur case blanche f7 · Pion noir sur case noire g7 · Pion noir sur case blanche h7 · Pion noir sur case blanche d5 · Cavalier blanc sur case noire d4 · Pion noir sur case blanche e4 · Pion blanc sur case blanche b3 · Pion blanc sur case noire e3 · Pion blanc sur case blanche a2 · Fou blanc sur case noire b2 · Pion blanc sur case noire d2 · Pion blanc sur case noire f2 · Pion blanc sur case blanche g2 · Pion blanc sur case noire h2 · Dame blanche sur case blanche d1 · Tour blanche sur case blanche f1 · Roi blanc sur case noire g1 | 5 |
| 4 | Tour noire sur case blanche a8 · Fou noir sur case blanche c8 · Dame noire sur case noire d8 · Roi noir sur case blanche e8 · Tour noire sur case noire h8 · Pion noir sur case noire a7 · Pion noir sur case blanche b7 · Pion noir sur case blanche f7 · Pion noir sur case noire g7 · Pion noir sur case blanche h7 · Pion noir sur case blanche d5 · Cavalier blanc sur case noire d4 · Pion noir sur case blanche e4 · Pion blanc sur case blanche b3 · Pion blanc sur case noire e3 · Pion blanc sur case blanche a2 · Fou blanc sur case noire b2 · Pion blanc sur case noire d2 · Pion blanc sur case noire f2 · Pion blanc sur case blanche g2 · Pion blanc sur case noire h2 · Dame blanche sur case blanche d1 · Tour blanche sur case blanche f1 · Roi blanc sur case noire g1 | Tour noire sur case blanche a8 · Fou noir sur case blanche c8 · Dame noire sur case noire d8 · Roi noir sur case blanche e8 · Tour noire sur case noire h8 · Pion noir sur case noire a7 · Pion noir sur case blanche b7 · Pion noir sur case blanche f7 · Pion noir sur case noire g7 · Pion noir sur case blanche h7 · Pion noir sur case blanche d5 · Cavalier blanc sur case noire d4 · Pion noir sur case blanche e4 · Pion blanc sur case blanche b3 · Pion blanc sur case noire e3 · Pion blanc sur case blanche a2 · Fou blanc sur case noire b2 · Pion blanc sur case noire d2 · Pion blanc sur case noire f2 · Pion blanc sur case blanche g2 · Pion blanc sur case noire h2 · Dame blanche sur case blanche d1 · Tour blanche sur case blanche f1 · Roi blanc sur case noire g1 | Tour noire sur case blanche a8 · Fou noir sur case blanche c8 · Dame noire sur case noire d8 · Roi noir sur case blanche e8 · Tour noire sur case noire h8 · Pion noir sur case noire a7 · Pion noir sur case blanche b7 · Pion noir sur case blanche f7 · Pion noir sur case noire g7 · Pion noir sur case blanche h7 · Pion noir sur case blanche d5 · Cavalier blanc sur case noire d4 · Pion noir sur case blanche e4 · Pion blanc sur case blanche b3 · Pion blanc sur case noire e3 · Pion blanc sur case blanche a2 · Fou blanc sur case noire b2 · Pion blanc sur case noire d2 · Pion blanc sur case noire f2 · Pion blanc sur case blanche g2 · Pion blanc sur case noire h2 · Dame blanche sur case blanche d1 · Tour blanche sur case blanche f1 · Roi blanc sur case noire g1 | Tour noire sur case blanche a8 · Fou noir sur case blanche c8 · Dame noire sur case noire d8 · Roi noir sur case blanche e8 · Tour noire sur case noire h8 · Pion noir sur case noire a7 · Pion noir sur case blanche b7 · Pion noir sur case blanche f7 · Pion noir sur case noire g7 · Pion noir sur case blanche h7 · Pion noir sur case blanche d5 · Cavalier blanc sur case noire d4 · Pion noir sur case blanche e4 · Pion blanc sur case blanche b3 · Pion blanc sur case noire e3 · Pion blanc sur case blanche a2 · Fou blanc sur case noire b2 · Pion blanc sur case noire d2 · Pion blanc sur case noire f2 · Pion blanc sur case blanche g2 · Pion blanc sur case noire h2 · Dame blanche sur case blanche d1 · Tour blanche sur case blanche f1 · Roi blanc sur case noire g1 | Tour noire sur case blanche a8 · Fou noir sur case blanche c8 · Dame noire sur case noire d8 · Roi noir sur case blanche e8 · Tour noire sur case noire h8 · Pion noir sur case noire a7 · Pion noir sur case blanche b7 · Pion noir sur case blanche f7 · Pion noir sur case noire g7 · Pion noir sur case blanche h7 · Pion noir sur case blanche d5 · Cavalier blanc sur case noire d4 · Pion noir sur case blanche e4 · Pion blanc sur case blanche b3 · Pion blanc sur case noire e3 · Pion blanc sur case blanche a2 · Fou blanc sur case noire b2 · Pion blanc sur case noire d2 · Pion blanc sur case noire f2 · Pion blanc sur case blanche g2 · Pion blanc sur case noire h2 · Dame blanche sur case blanche d1 · Tour blanche sur case blanche f1 · Roi blanc sur case noire g1 | Tour noire sur case blanche a8 · Fou noir sur case blanche c8 · Dame noire sur case noire d8 · Roi noir sur case blanche e8 · Tour noire sur case noire h8 · Pion noir sur case noire a7 · Pion noir sur case blanche b7 · Pion noir sur case blanche f7 · Pion noir sur case noire g7 · Pion noir sur case blanche h7 · Pion noir sur case blanche d5 · Cavalier blanc sur case noire d4 · Pion noir sur case blanche e4 · Pion blanc sur case blanche b3 · Pion blanc sur case noire e3 · Pion blanc sur case blanche a2 · Fou blanc sur case noire b2 · Pion blanc sur case noire d2 · Pion blanc sur case noire f2 · Pion blanc sur case blanche g2 · Pion blanc sur case noire h2 · Dame blanche sur case blanche d1 · Tour blanche sur case blanche f1 · Roi blanc sur case noire g1 | Tour noire sur case blanche a8 · Fou noir sur case blanche c8 · Dame noire sur case noire d8 · Roi noir sur case blanche e8 · Tour noire sur case noire h8 · Pion noir sur case noire a7 · Pion noir sur case blanche b7 · Pion noir sur case blanche f7 · Pion noir sur case noire g7 · Pion noir sur case blanche h7 · Pion noir sur case blanche d5 · Cavalier blanc sur case noire d4 · Pion noir sur case blanche e4 · Pion blanc sur case blanche b3 · Pion blanc sur case noire e3 · Pion blanc sur case blanche a2 · Fou blanc sur case noire b2 · Pion blanc sur case noire d2 · Pion blanc sur case noire f2 · Pion blanc sur case blanche g2 · Pion blanc sur case noire h2 · Dame blanche sur case blanche d1 · Tour blanche sur case blanche f1 · Roi blanc sur case noire g1 | Tour noire sur case blanche a8 · Fou noir sur case blanche c8 · Dame noire sur case noire d8 · Roi noir sur case blanche e8 · Tour noire sur case noire h8 · Pion noir sur case noire a7 · Pion noir sur case blanche b7 · Pion noir sur case blanche f7 · Pion noir sur case noire g7 · Pion noir sur case blanche h7 · Pion noir sur case blanche d5 · Cavalier blanc sur case noire d4 · Pion noir sur case blanche e4 · Pion blanc sur case blanche b3 · Pion blanc sur case noire e3 · Pion blanc sur case blanche a2 · Fou blanc sur case noire b2 · Pion blanc sur case noire d2 · Pion blanc sur case noire f2 · Pion blanc sur case blanche g2 · Pion blanc sur case noire h2 · Dame blanche sur case blanche d1 · Tour blanche sur case blanche f1 · Roi blanc sur case noire g1 | 4 |
| 3 | Tour noire sur case blanche a8 · Fou noir sur case blanche c8 · Dame noire sur case noire d8 · Roi noir sur case blanche e8 · Tour noire sur case noire h8 · Pion noir sur case noire a7 · Pion noir sur case blanche b7 · Pion noir sur case blanche f7 · Pion noir sur case noire g7 · Pion noir sur case blanche h7 · Pion noir sur case blanche d5 · Cavalier blanc sur case noire d4 · Pion noir sur case blanche e4 · Pion blanc sur case blanche b3 · Pion blanc sur case noire e3 · Pion blanc sur case blanche a2 · Fou blanc sur case noire b2 · Pion blanc sur case noire d2 · Pion blanc sur case noire f2 · Pion blanc sur case blanche g2 · Pion blanc sur case noire h2 · Dame blanche sur case blanche d1 · Tour blanche sur case blanche f1 · Roi blanc sur case noire g1 | Tour noire sur case blanche a8 · Fou noir sur case blanche c8 · Dame noire sur case noire d8 · Roi noir sur case blanche e8 · Tour noire sur case noire h8 · Pion noir sur case noire a7 · Pion noir sur case blanche b7 · Pion noir sur case blanche f7 · Pion noir sur case noire g7 · Pion noir sur case blanche h7 · Pion noir sur case blanche d5 · Cavalier blanc sur case noire d4 · Pion noir sur case blanche e4 · Pion blanc sur case blanche b3 · Pion blanc sur case noire e3 · Pion blanc sur case blanche a2 · Fou blanc sur case noire b2 · Pion blanc sur case noire d2 · Pion blanc sur case noire f2 · Pion blanc sur case blanche g2 · Pion blanc sur case noire h2 · Dame blanche sur case blanche d1 · Tour blanche sur case blanche f1 · Roi blanc sur case noire g1 | Tour noire sur case blanche a8 · Fou noir sur case blanche c8 · Dame noire sur case noire d8 · Roi noir sur case blanche e8 · Tour noire sur case noire h8 · Pion noir sur case noire a7 · Pion noir sur case blanche b7 · Pion noir sur case blanche f7 · Pion noir sur case noire g7 · Pion noir sur case blanche h7 · Pion noir sur case blanche d5 · Cavalier blanc sur case noire d4 · Pion noir sur case blanche e4 · Pion blanc sur case blanche b3 · Pion blanc sur case noire e3 · Pion blanc sur case blanche a2 · Fou blanc sur case noire b2 · Pion blanc sur case noire d2 · Pion blanc sur case noire f2 · Pion blanc sur case blanche g2 · Pion blanc sur case noire h2 · Dame blanche sur case blanche d1 · Tour blanche sur case blanche f1 · Roi blanc sur case noire g1 | Tour noire sur case blanche a8 · Fou noir sur case blanche c8 · Dame noire sur case noire d8 · Roi noir sur case blanche e8 · Tour noire sur case noire h8 · Pion noir sur case noire a7 · Pion noir sur case blanche b7 · Pion noir sur case blanche f7 · Pion noir sur case noire g7 · Pion noir sur case blanche h7 · Pion noir sur case blanche d5 · Cavalier blanc sur case noire d4 · Pion noir sur case blanche e4 · Pion blanc sur case blanche b3 · Pion blanc sur case noire e3 · Pion blanc sur case blanche a2 · Fou blanc sur case noire b2 · Pion blanc sur case noire d2 · Pion blanc sur case noire f2 · Pion blanc sur case blanche g2 · Pion blanc sur case noire h2 · Dame blanche sur case blanche d1 · Tour blanche sur case blanche f1 · Roi blanc sur case noire g1 | Tour noire sur case blanche a8 · Fou noir sur case blanche c8 · Dame noire sur case noire d8 · Roi noir sur case blanche e8 · Tour noire sur case noire h8 · Pion noir sur case noire a7 · Pion noir sur case blanche b7 · Pion noir sur case blanche f7 · Pion noir sur case noire g7 · Pion noir sur case blanche h7 · Pion noir sur case blanche d5 · Cavalier blanc sur case noire d4 · Pion noir sur case blanche e4 · Pion blanc sur case blanche b3 · Pion blanc sur case noire e3 · Pion blanc sur case blanche a2 · Fou blanc sur case noire b2 · Pion blanc sur case noire d2 · Pion blanc sur case noire f2 · Pion blanc sur case blanche g2 · Pion blanc sur case noire h2 · Dame blanche sur case blanche d1 · Tour blanche sur case blanche f1 · Roi blanc sur case noire g1 | Tour noire sur case blanche a8 · Fou noir sur case blanche c8 · Dame noire sur case noire d8 · Roi noir sur case blanche e8 · Tour noire sur case noire h8 · Pion noir sur case noire a7 · Pion noir sur case blanche b7 · Pion noir sur case blanche f7 · Pion noir sur case noire g7 · Pion noir sur case blanche h7 · Pion noir sur case blanche d5 · Cavalier blanc sur case noire d4 · Pion noir sur case blanche e4 · Pion blanc sur case blanche b3 · Pion blanc sur case noire e3 · Pion blanc sur case blanche a2 · Fou blanc sur case noire b2 · Pion blanc sur case noire d2 · Pion blanc sur case noire f2 · Pion blanc sur case blanche g2 · Pion blanc sur case noire h2 · Dame blanche sur case blanche d1 · Tour blanche sur case blanche f1 · Roi blanc sur case noire g1 | Tour noire sur case blanche a8 · Fou noir sur case blanche c8 · Dame noire sur case noire d8 · Roi noir sur case blanche e8 · Tour noire sur case noire h8 · Pion noir sur case noire a7 · Pion noir sur case blanche b7 · Pion noir sur case blanche f7 · Pion noir sur case noire g7 · Pion noir sur case blanche h7 · Pion noir sur case blanche d5 · Cavalier blanc sur case noire d4 · Pion noir sur case blanche e4 · Pion blanc sur case blanche b3 · Pion blanc sur case noire e3 · Pion blanc sur case blanche a2 · Fou blanc sur case noire b2 · Pion blanc sur case noire d2 · Pion blanc sur case noire f2 · Pion blanc sur case blanche g2 · Pion blanc sur case noire h2 · Dame blanche sur case blanche d1 · Tour blanche sur case blanche f1 · Roi blanc sur case noire g1 | Tour noire sur case blanche a8 · Fou noir sur case blanche c8 · Dame noire sur case noire d8 · Roi noir sur case blanche e8 · Tour noire sur case noire h8 · Pion noir sur case noire a7 · Pion noir sur case blanche b7 · Pion noir sur case blanche f7 · Pion noir sur case noire g7 · Pion noir sur case blanche h7 · Pion noir sur case blanche d5 · Cavalier blanc sur case noire d4 · Pion noir sur case blanche e4 · Pion blanc sur case blanche b3 · Pion blanc sur case noire e3 · Pion blanc sur case blanche a2 · Fou blanc sur case noire b2 · Pion blanc sur case noire d2 · Pion blanc sur case noire f2 · Pion blanc sur case blanche g2 · Pion blanc sur case noire h2 · Dame blanche sur case blanche d1 · Tour blanche sur case blanche f1 · Roi blanc sur case noire g1 | 3 |
| 2 | Tour noire sur case blanche a8 · Fou noir sur case blanche c8 · Dame noire sur case noire d8 · Roi noir sur case blanche e8 · Tour noire sur case noire h8 · Pion noir sur case noire a7 · Pion noir sur case blanche b7 · Pion noir sur case blanche f7 · Pion noir sur case noire g7 · Pion noir sur case blanche h7 · Pion noir sur case blanche d5 · Cavalier blanc sur case noire d4 · Pion noir sur case blanche e4 · Pion blanc sur case blanche b3 · Pion blanc sur case noire e3 · Pion blanc sur case blanche a2 · Fou blanc sur case noire b2 · Pion blanc sur case noire d2 · Pion blanc sur case noire f2 · Pion blanc sur case blanche g2 · Pion blanc sur case noire h2 · Dame blanche sur case blanche d1 · Tour blanche sur case blanche f1 · Roi blanc sur case noire g1 | Tour noire sur case blanche a8 · Fou noir sur case blanche c8 · Dame noire sur case noire d8 · Roi noir sur case blanche e8 · Tour noire sur case noire h8 · Pion noir sur case noire a7 · Pion noir sur case blanche b7 · Pion noir sur case blanche f7 · Pion noir sur case noire g7 · Pion noir sur case blanche h7 · Pion noir sur case blanche d5 · Cavalier blanc sur case noire d4 · Pion noir sur case blanche e4 · Pion blanc sur case blanche b3 · Pion blanc sur case noire e3 · Pion blanc sur case blanche a2 · Fou blanc sur case noire b2 · Pion blanc sur case noire d2 · Pion blanc sur case noire f2 · Pion blanc sur case blanche g2 · Pion blanc sur case noire h2 · Dame blanche sur case blanche d1 · Tour blanche sur case blanche f1 · Roi blanc sur case noire g1 | Tour noire sur case blanche a8 · Fou noir sur case blanche c8 · Dame noire sur case noire d8 · Roi noir sur case blanche e8 · Tour noire sur case noire h8 · Pion noir sur case noire a7 · Pion noir sur case blanche b7 · Pion noir sur case blanche f7 · Pion noir sur case noire g7 · Pion noir sur case blanche h7 · Pion noir sur case blanche d5 · Cavalier blanc sur case noire d4 · Pion noir sur case blanche e4 · Pion blanc sur case blanche b3 · Pion blanc sur case noire e3 · Pion blanc sur case blanche a2 · Fou blanc sur case noire b2 · Pion blanc sur case noire d2 · Pion blanc sur case noire f2 · Pion blanc sur case blanche g2 · Pion blanc sur case noire h2 · Dame blanche sur case blanche d1 · Tour blanche sur case blanche f1 · Roi blanc sur case noire g1 | Tour noire sur case blanche a8 · Fou noir sur case blanche c8 · Dame noire sur case noire d8 · Roi noir sur case blanche e8 · Tour noire sur case noire h8 · Pion noir sur case noire a7 · Pion noir sur case blanche b7 · Pion noir sur case blanche f7 · Pion noir sur case noire g7 · Pion noir sur case blanche h7 · Pion noir sur case blanche d5 · Cavalier blanc sur case noire d4 · Pion noir sur case blanche e4 · Pion blanc sur case blanche b3 · Pion blanc sur case noire e3 · Pion blanc sur case blanche a2 · Fou blanc sur case noire b2 · Pion blanc sur case noire d2 · Pion blanc sur case noire f2 · Pion blanc sur case blanche g2 · Pion blanc sur case noire h2 · Dame blanche sur case blanche d1 · Tour blanche sur case blanche f1 · Roi blanc sur case noire g1 | Tour noire sur case blanche a8 · Fou noir sur case blanche c8 · Dame noire sur case noire d8 · Roi noir sur case blanche e8 · Tour noire sur case noire h8 · Pion noir sur case noire a7 · Pion noir sur case blanche b7 · Pion noir sur case blanche f7 · Pion noir sur case noire g7 · Pion noir sur case blanche h7 · Pion noir sur case blanche d5 · Cavalier blanc sur case noire d4 · Pion noir sur case blanche e4 · Pion blanc sur case blanche b3 · Pion blanc sur case noire e3 · Pion blanc sur case blanche a2 · Fou blanc sur case noire b2 · Pion blanc sur case noire d2 · Pion blanc sur case noire f2 · Pion blanc sur case blanche g2 · Pion blanc sur case noire h2 · Dame blanche sur case blanche d1 · Tour blanche sur case blanche f1 · Roi blanc sur case noire g1 | Tour noire sur case blanche a8 · Fou noir sur case blanche c8 · Dame noire sur case noire d8 · Roi noir sur case blanche e8 · Tour noire sur case noire h8 · Pion noir sur case noire a7 · Pion noir sur case blanche b7 · Pion noir sur case blanche f7 · Pion noir sur case noire g7 · Pion noir sur case blanche h7 · Pion noir sur case blanche d5 · Cavalier blanc sur case noire d4 · Pion noir sur case blanche e4 · Pion blanc sur case blanche b3 · Pion blanc sur case noire e3 · Pion blanc sur case blanche a2 · Fou blanc sur case noire b2 · Pion blanc sur case noire d2 · Pion blanc sur case noire f2 · Pion blanc sur case blanche g2 · Pion blanc sur case noire h2 · Dame blanche sur case blanche d1 · Tour blanche sur case blanche f1 · Roi blanc sur case noire g1 | Tour noire sur case blanche a8 · Fou noir sur case blanche c8 · Dame noire sur case noire d8 · Roi noir sur case blanche e8 · Tour noire sur case noire h8 · Pion noir sur case noire a7 · Pion noir sur case blanche b7 · Pion noir sur case blanche f7 · Pion noir sur case noire g7 · Pion noir sur case blanche h7 · Pion noir sur case blanche d5 · Cavalier blanc sur case noire d4 · Pion noir sur case blanche e4 · Pion blanc sur case blanche b3 · Pion blanc sur case noire e3 · Pion blanc sur case blanche a2 · Fou blanc sur case noire b2 · Pion blanc sur case noire d2 · Pion blanc sur case noire f2 · Pion blanc sur case blanche g2 · Pion blanc sur case noire h2 · Dame blanche sur case blanche d1 · Tour blanche sur case blanche f1 · Roi blanc sur case noire g1 | Tour noire sur case blanche a8 · Fou noir sur case blanche c8 · Dame noire sur case noire d8 · Roi noir sur case blanche e8 · Tour noire sur case noire h8 · Pion noir sur case noire a7 · Pion noir sur case blanche b7 · Pion noir sur case blanche f7 · Pion noir sur case noire g7 · Pion noir sur case blanche h7 · Pion noir sur case blanche d5 · Cavalier blanc sur case noire d4 · Pion noir sur case blanche e4 · Pion blanc sur case blanche b3 · Pion blanc sur case noire e3 · Pion blanc sur case blanche a2 · Fou blanc sur case noire b2 · Pion blanc sur case noire d2 · Pion blanc sur case noire f2 · Pion blanc sur case blanche g2 · Pion blanc sur case noire h2 · Dame blanche sur case blanche d1 · Tour blanche sur case blanche f1 · Roi blanc sur case noire g1 | 2 |
| 1 | Tour noire sur case blanche a8 · Fou noir sur case blanche c8 · Dame noire sur case noire d8 · Roi noir sur case blanche e8 · Tour noire sur case noire h8 · Pion noir sur case noire a7 · Pion noir sur case blanche b7 · Pion noir sur case blanche f7 · Pion noir sur case noire g7 · Pion noir sur case blanche h7 · Pion noir sur case blanche d5 · Cavalier blanc sur case noire d4 · Pion noir sur case blanche e4 · Pion blanc sur case blanche b3 · Pion blanc sur case noire e3 · Pion blanc sur case blanche a2 · Fou blanc sur case noire b2 · Pion blanc sur case noire d2 · Pion blanc sur case noire f2 · Pion blanc sur case blanche g2 · Pion blanc sur case noire h2 · Dame blanche sur case blanche d1 · Tour blanche sur case blanche f1 · Roi blanc sur case noire g1 | Tour noire sur case blanche a8 · Fou noir sur case blanche c8 · Dame noire sur case noire d8 · Roi noir sur case blanche e8 · Tour noire sur case noire h8 · Pion noir sur case noire a7 · Pion noir sur case blanche b7 · Pion noir sur case blanche f7 · Pion noir sur case noire g7 · Pion noir sur case blanche h7 · Pion noir sur case blanche d5 · Cavalier blanc sur case noire d4 · Pion noir sur case blanche e4 · Pion blanc sur case blanche b3 · Pion blanc sur case noire e3 · Pion blanc sur case blanche a2 · Fou blanc sur case noire b2 · Pion blanc sur case noire d2 · Pion blanc sur case noire f2 · Pion blanc sur case blanche g2 · Pion blanc sur case noire h2 · Dame blanche sur case blanche d1 · Tour blanche sur case blanche f1 · Roi blanc sur case noire g1 | Tour noire sur case blanche a8 · Fou noir sur case blanche c8 · Dame noire sur case noire d8 · Roi noir sur case blanche e8 · Tour noire sur case noire h8 · Pion noir sur case noire a7 · Pion noir sur case blanche b7 · Pion noir sur case blanche f7 · Pion noir sur case noire g7 · Pion noir sur case blanche h7 · Pion noir sur case blanche d5 · Cavalier blanc sur case noire d4 · Pion noir sur case blanche e4 · Pion blanc sur case blanche b3 · Pion blanc sur case noire e3 · Pion blanc sur case blanche a2 · Fou blanc sur case noire b2 · Pion blanc sur case noire d2 · Pion blanc sur case noire f2 · Pion blanc sur case blanche g2 · Pion blanc sur case noire h2 · Dame blanche sur case blanche d1 · Tour blanche sur case blanche f1 · Roi blanc sur case noire g1 | Tour noire sur case blanche a8 · Fou noir sur case blanche c8 · Dame noire sur case noire d8 · Roi noir sur case blanche e8 · Tour noire sur case noire h8 · Pion noir sur case noire a7 · Pion noir sur case blanche b7 · Pion noir sur case blanche f7 · Pion noir sur case noire g7 · Pion noir sur case blanche h7 · Pion noir sur case blanche d5 · Cavalier blanc sur case noire d4 · Pion noir sur case blanche e4 · Pion blanc sur case blanche b3 · Pion blanc sur case noire e3 · Pion blanc sur case blanche a2 · Fou blanc sur case noire b2 · Pion blanc sur case noire d2 · Pion blanc sur case noire f2 · Pion blanc sur case blanche g2 · Pion blanc sur case noire h2 · Dame blanche sur case blanche d1 · Tour blanche sur case blanche f1 · Roi blanc sur case noire g1 | Tour noire sur case blanche a8 · Fou noir sur case blanche c8 · Dame noire sur case noire d8 · Roi noir sur case blanche e8 · Tour noire sur case noire h8 · Pion noir sur case noire a7 · Pion noir sur case blanche b7 · Pion noir sur case blanche f7 · Pion noir sur case noire g7 · Pion noir sur case blanche h7 · Pion noir sur case blanche d5 · Cavalier blanc sur case noire d4 · Pion noir sur case blanche e4 · Pion blanc sur case blanche b3 · Pion blanc sur case noire e3 · Pion blanc sur case blanche a2 · Fou blanc sur case noire b2 · Pion blanc sur case noire d2 · Pion blanc sur case noire f2 · Pion blanc sur case blanche g2 · Pion blanc sur case noire h2 · Dame blanche sur case blanche d1 · Tour blanche sur case blanche f1 · Roi blanc sur case noire g1 | Tour noire sur case blanche a8 · Fou noir sur case blanche c8 · Dame noire sur case noire d8 · Roi noir sur case blanche e8 · Tour noire sur case noire h8 · Pion noir sur case noire a7 · Pion noir sur case blanche b7 · Pion noir sur case blanche f7 · Pion noir sur case noire g7 · Pion noir sur case blanche h7 · Pion noir sur case blanche d5 · Cavalier blanc sur case noire d4 · Pion noir sur case blanche e4 · Pion blanc sur case blanche b3 · Pion blanc sur case noire e3 · Pion blanc sur case blanche a2 · Fou blanc sur case noire b2 · Pion blanc sur case noire d2 · Pion blanc sur case noire f2 · Pion blanc sur case blanche g2 · Pion blanc sur case noire h2 · Dame blanche sur case blanche d1 · Tour blanche sur case blanche f1 · Roi blanc sur case noire g1 | Tour noire sur case blanche a8 · Fou noir sur case blanche c8 · Dame noire sur case noire d8 · Roi noir sur case blanche e8 · Tour noire sur case noire h8 · Pion noir sur case noire a7 · Pion noir sur case blanche b7 · Pion noir sur case blanche f7 · Pion noir sur case noire g7 · Pion noir sur case blanche h7 · Pion noir sur case blanche d5 · Cavalier blanc sur case noire d4 · Pion noir sur case blanche e4 · Pion blanc sur case blanche b3 · Pion blanc sur case noire e3 · Pion blanc sur case blanche a2 · Fou blanc sur case noire b2 · Pion blanc sur case noire d2 · Pion blanc sur case noire f2 · Pion blanc sur case blanche g2 · Pion blanc sur case noire h2 · Dame blanche sur case blanche d1 · Tour blanche sur case blanche f1 · Roi blanc sur case noire g1 | Tour noire sur case blanche a8 · Fou noir sur case blanche c8 · Dame noire sur case noire d8 · Roi noir sur case blanche e8 · Tour noire sur case noire h8 · Pion noir sur case noire a7 · Pion noir sur case blanche b7 · Pion noir sur case blanche f7 · Pion noir sur case noire g7 · Pion noir sur case blanche h7 · Pion noir sur case blanche d5 · Cavalier blanc sur case noire d4 · Pion noir sur case blanche e4 · Pion blanc sur case blanche b3 · Pion blanc sur case noire e3 · Pion blanc sur case blanche a2 · Fou blanc sur case noire b2 · Pion blanc sur case noire d2 · Pion blanc sur case noire f2 · Pion blanc sur case blanche g2 · Pion blanc sur case noire h2 · Dame blanche sur case blanche d1 · Tour blanche sur case blanche f1 · Roi blanc sur case noire g1 | 1 |
|   | a | b | c | d | e | f | g | h |   |

Les fous de couleurs opposées donnent parfois des chances d'obtenir une partie nulle même si l'adversaire a un avantage matériel d'un ou deux pions voire de la qualité.

## Voir également
- Valeur relative des pièces d'échecs